# Quinta da Regaleira

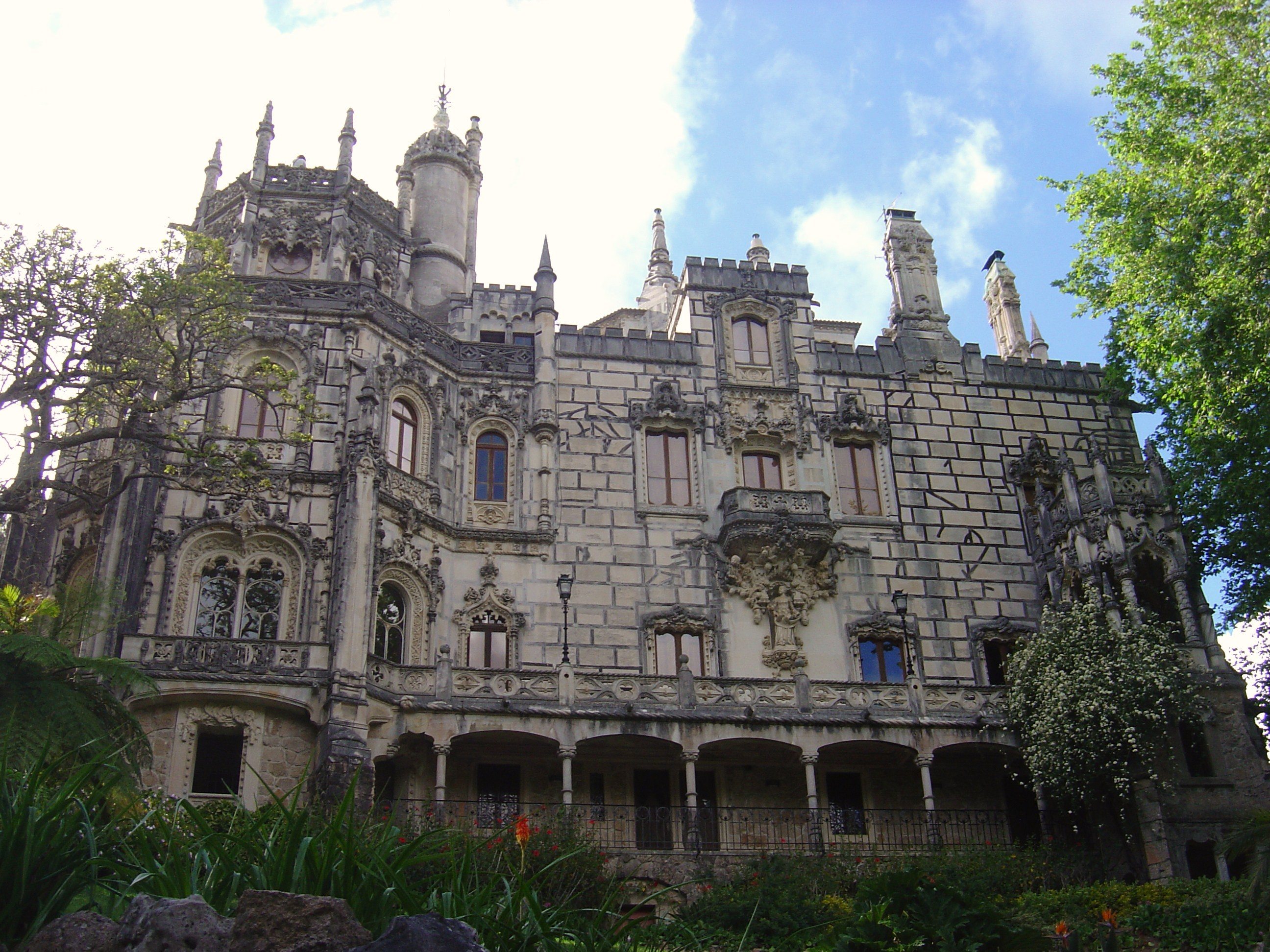
Vista del palau

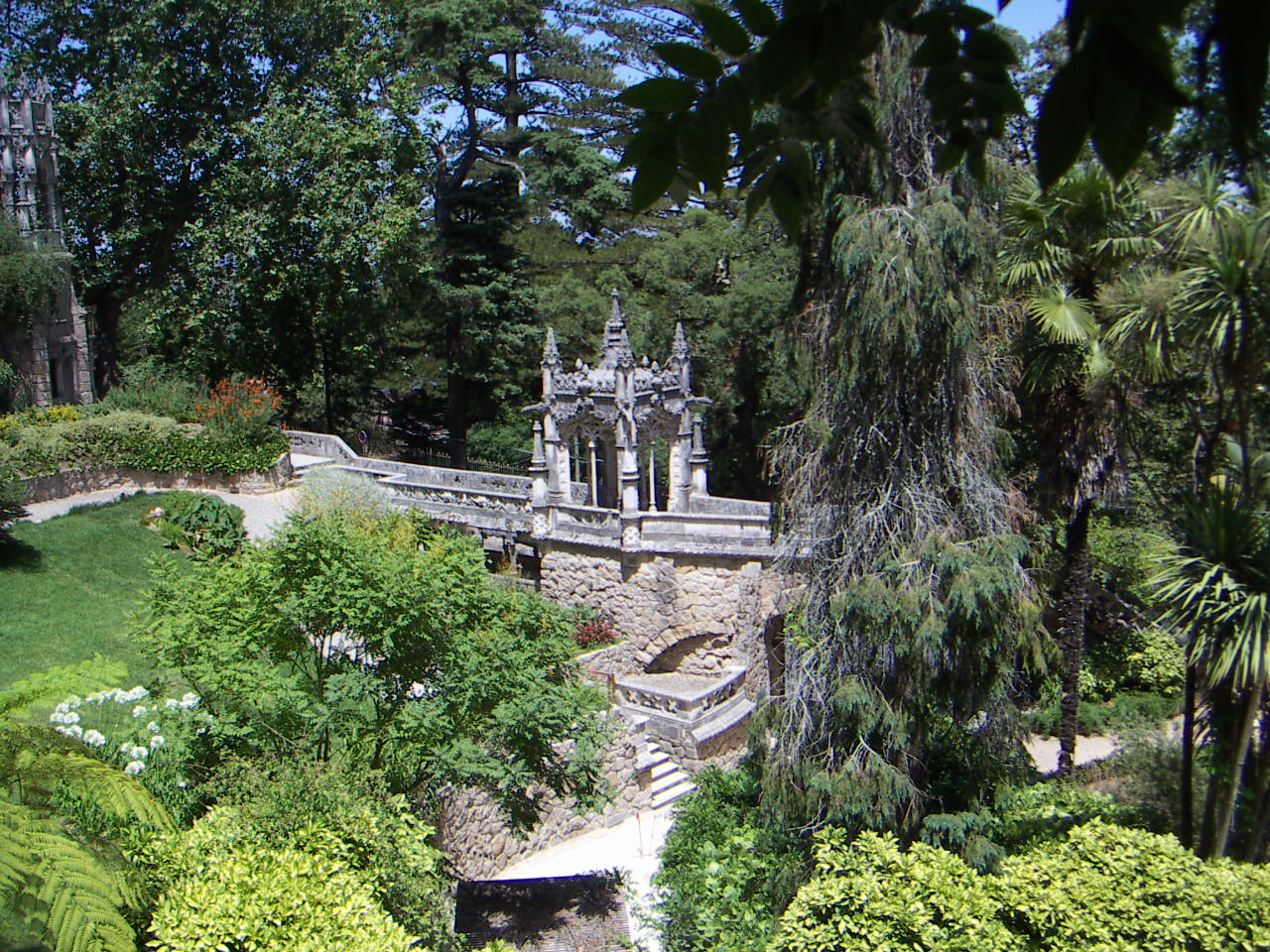
Entrada de la quinta amagada en l'arbreda

El Palau da Regaleira és l'edifici principal i el nom més comú del palau de la Quinta da Regaleira. També és designat Palau de Monteiro dos Milhôes, denominació associada al malnom del seu primer propietari, António Augusto, nomenat pel rei Carles I el 16 d'agost de 1904 baró d'Almeida.
El palau està situat al vessant de la serra i a poca distància del centre històric de Sintra, i està classificat com a Immoble d'Interés Públic des de 2002. Forma part del paisatge cultural de Sintra, classificada com a Patrimoni Mundial de la UNESCO el 1995.
António Augusto, pel disseny de l'arquitecte italià Luigi Manini, dona a la quinta de 4 hectàrees, el palau, envoltat de densos jardins, llacs, coves i construccions enigmàtiques, llocs que oculten significats alquímics, com els evocats per la maçoneria, templers i Rosa-creu. Modela l'espai en traçats mixts, que evoquen l'arquitectura romànica, gòtica, renaixentista i manuelina.

## Situació
En ple centre històric de Sintra i ben a prop del Palau de Seteais, la quinta es beneficia del microclima de la serra de Sintra, que contribueix a la densitat dels jardins i les boires constants, que hi creen una aura de misteri.

## Història

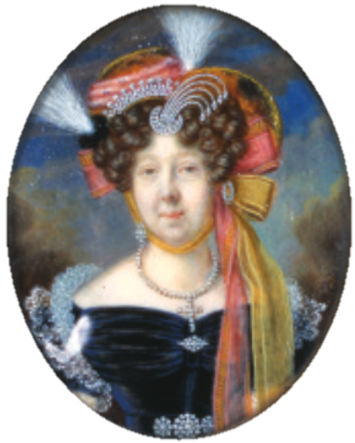
Ermelinda Allen de Almeida, baronessa de Regaleira

La documentació històrica sobre la Quinta da Regaleira és escassa en els temps anteriors a la compra per Carvalho Monteiro. Se sap que, el 1697, José Leite era el propietari d'una vasta àrea a la rodalia de la vila de Sintra, que hui integra la quinta.
Francisco Albertino Guimarães de Castro va comprar la propietat (coneguda com a Quinta da Torre o de Castro el 1715), en subhasta pública, i canalitzà l'aigua de la serra per tal d'alimentar una font ací existent.

Blasó d'armes del Regne de Portugal

El 1830, en possessió de Manuel Bernardo, la quinta pren l'actual designació. El 1840, la Quinta da Regaleira és adquirida per la filla d'una negociant de Porto, de cognom Allen, que més tard rep el títol de 1a baronessa de Regaleira o baronessa d'Almeida. Data d'aquest període la construcció d'una casa de camp que és visible en algunes representacions iconogràfiques de finals del segle xix.
La història de la Regaleira actual comença al 1892, any en què la propietat és adquirida pel Dr. António Augusto de Carvalho Monteiro (1848-1920).
L'arquitecte Henri Lusseau va dissenyar-ne els primers plans entre 1895 i 1896, però la incapacitat de reinterpretar l'estil manuelí pretés pel propietari va dur a la cerca d'un altre intèrpret. Carvalho Monteiro trobà en Luigi Manini, que era escenògraf del Teatre La Scala i més tard del Sâo Carlos i dels principals teatres portuguesos, el seu braç dret.
La major part de la construcció actual començà al 1904 i estava acabada al 1910, durant el període de monarquia.
Hui, la quinta pertany a la Cambra Municipal de Sintra i és oberta al públic.

## Laquintai punts d'interés
Carvalho Monteiro tenia el desig de construir un espai grandiós, en què visqués envoltat de símbols. Conservador, monàrquic i cristià gnòstic, Carvalho Monteiro volgué ressuscitar el passat més gloriós de Portugal, és per això que hi predomina l'estil neomanuelí per la seua relació amb els descobriments. Aquesta evocació del passat repassa també l'art gòtic i alguns elements clàssics. La diversitat de la Quinta da Regaleira és enriquida amb simbolisme de temes esotèrics relacionats amb l'alquímia, la maçoneria, els templers i elsRosa-creu.

### Bosc
El bosc, que ocupa la major part de l'espai de la quinta, no està disposat a l'atzar: comença més ordenat i acurat a la part més baixa de la quinta, i es fa progressivament més salvatge fins a arribar-ne al cim. Aquesta disposició reflecteix la creença de Carvalho Monteiro en el primitivisme.

### Estàtues
Hi ha un grup de nou estàtues de déus grecoromans. La mitologia clàssica fou una de les inspiracions de Carvalho Monteiro per als jardins de Regaleira.

### Pou iniciàtic

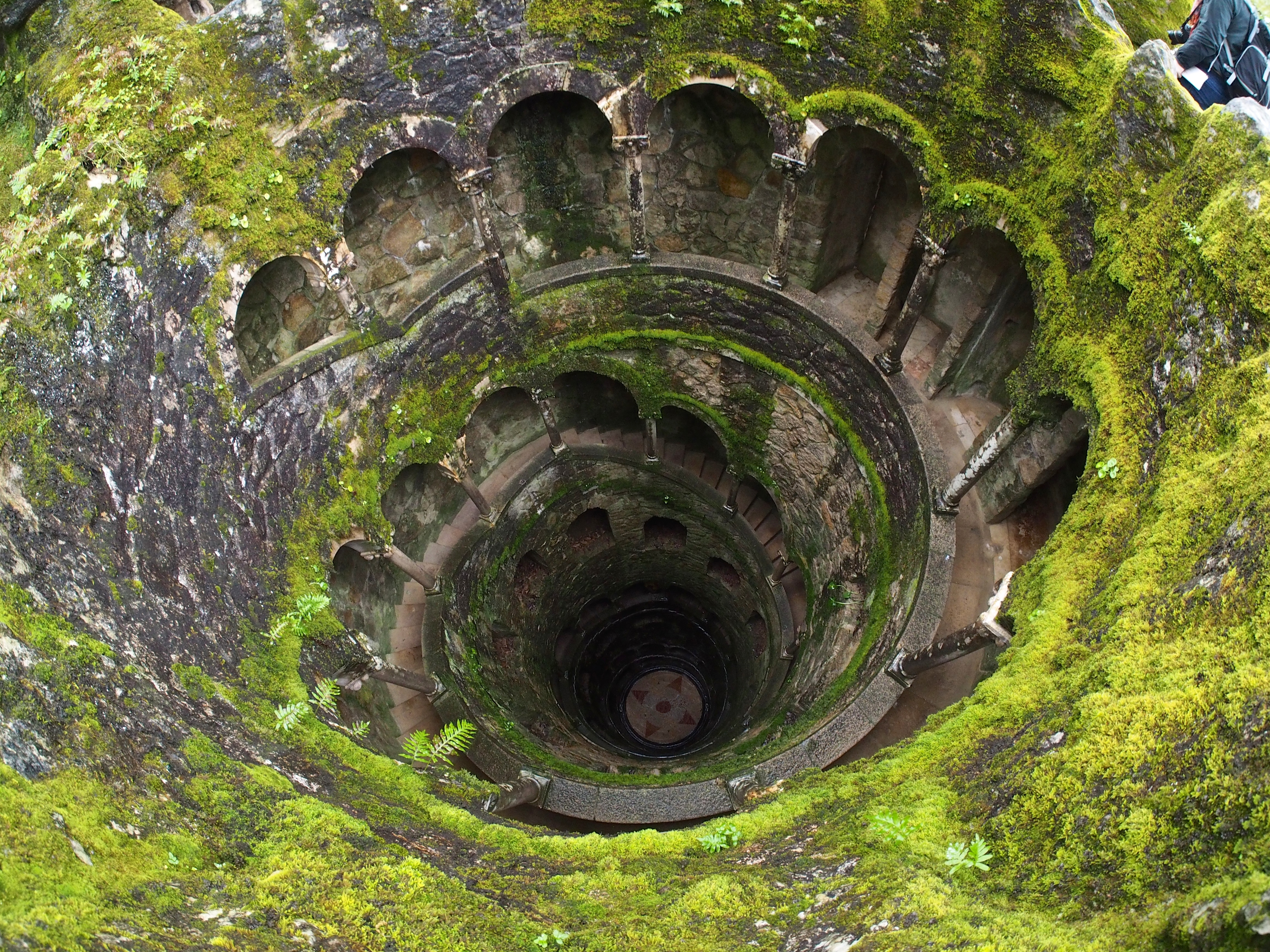
Foto del pou

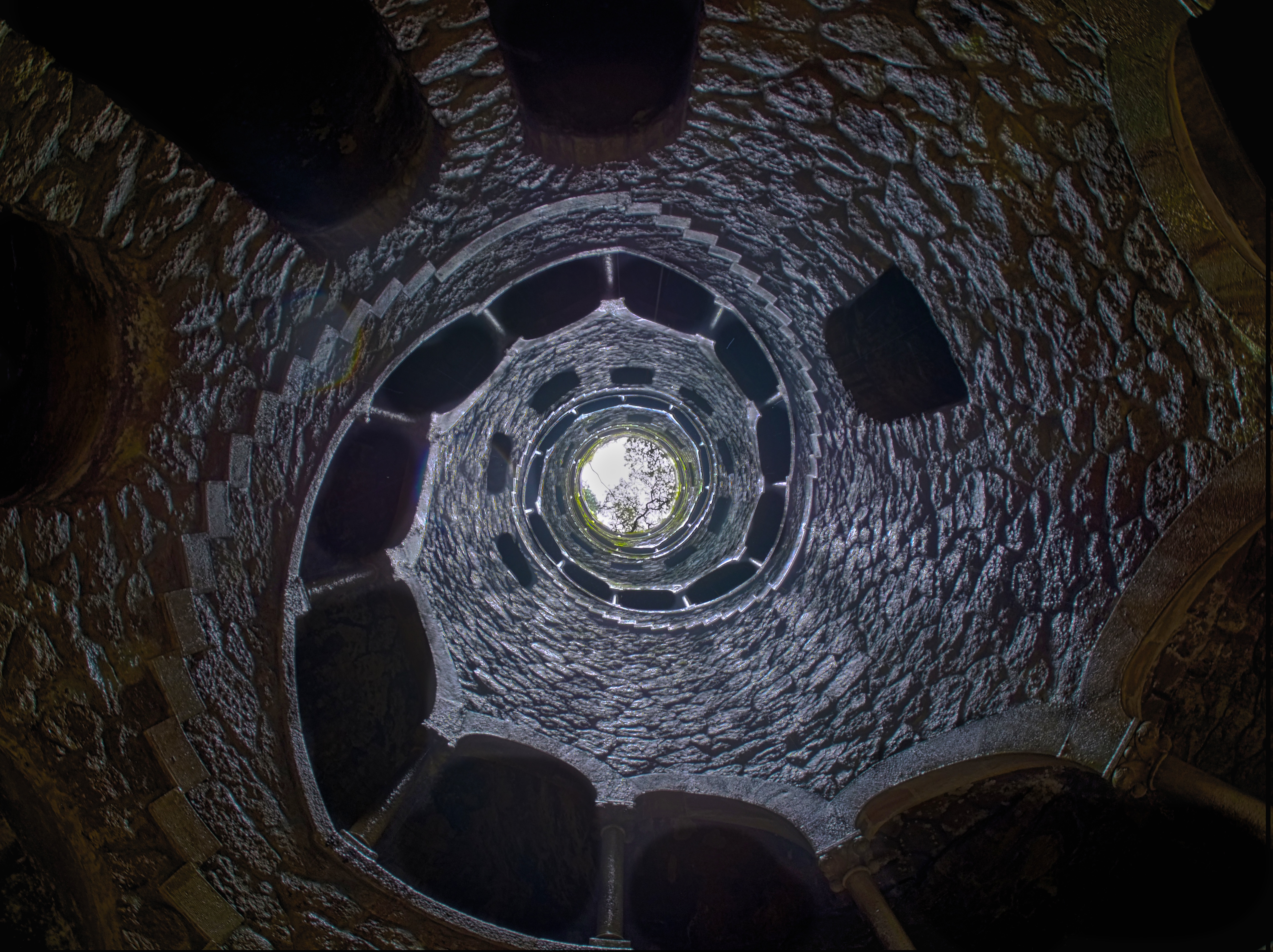
Foto de l'obertura del pou

És una galeria subterrània amb una escala en espiral, sostinguda per columnes esculpides, per on es baixa fins al fons del pou. L'escala consta de nou replans separats per trams de 15 graons cada u, invocant referències a la Comèdia de Dant i que poden representar els nou cercles de l'Infern, del Paradís, o del Purgatori. Segons els ocultistes Albert Pike, René Guénon i Manly Palmer Hall, és en La Divina Comèdia en què apareix per primera vegada l'Orde Rosacreu. Al fons del pou hi ha en marbre, una rosa dels vents (estrela de vuit puntes: 4 majors o cardinals, 4 menors o col·laterals) sobre una creu templera, que és l'emblema heràldic de Carvalho Monteiro i, simultàniament, indicatiu de l'Orde Rosa-creu.
L'existència de 23 nínxols sota els graons del pou iniciàtic representava un dels molts misteris de la construcció. El dia 29 de desembre de 2010, el professor Gabriel Fernández Calvo de l'Escola Tècnica Superior d'Enginyeria Civil de la Universitat de Castella-La Manxa de Ciudad Real, quan visitava el pou acompanyat d'altres professors, va observar que els 23 nínxols no estaven col·locats per casualitat, sinó agrupats en tres conjunts de 17, 1 i 5 separats entre si a mesura que es descendeix al fons del pou. Aquesta organització no és aleatòria i probablement es refereix a l'any 1715 en què Francisco Albertino Guimarães de Castro va comprar la propietat (coneguda com a Quinta da Torre o de Castro) en subhasta pública.
El pou està connectat per galeries o túnels a altres punts de la quinta, l'Entrada dels Guardians, el Llac de la Cascada i el Pou Imperfecte. Aquests túnels, abans habitats per ratpenats allunyats pels molts turistes que visiten el lloc, estan coberts amb pedra importada de la riba marítima de la zona de Peniche, pedra que fa la sensació d'un món submergit.

### Capella de la Santíssima Trinitat
Composta per una magnífica façana que accentua el neogòtic i neomanuelí, s'hi representen Teresa d'Ávila i Antoni de Pàdua. Enmig, dalt de l'entrada està representat el misteri de l'Anunciació: l'àngel Gabriel descendeix a la Terra per dir a Maria que tindrà un fill; i Déu Pare entronitzat.

### La Torre de Regaleira
Es va construir per donar a qui a puja la il·lusió de trobar-se en l'eix del món.

### El Palau
L'edifici principal de la quinta té una torre octogonal. Tota la seua exuberant decoració es deu a l'escultor José da Fonseca.

## Galeria

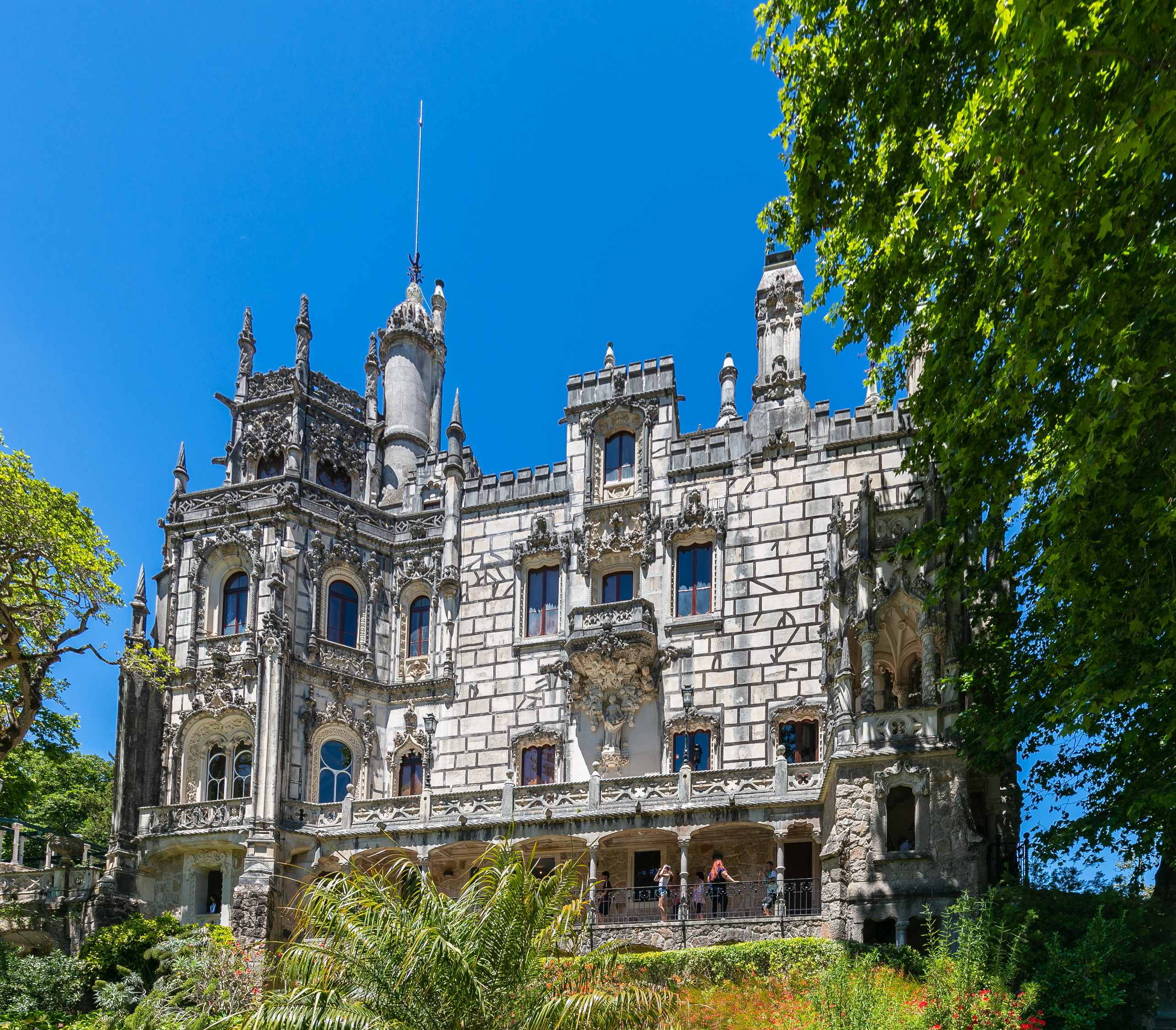
Façana frontal del palau
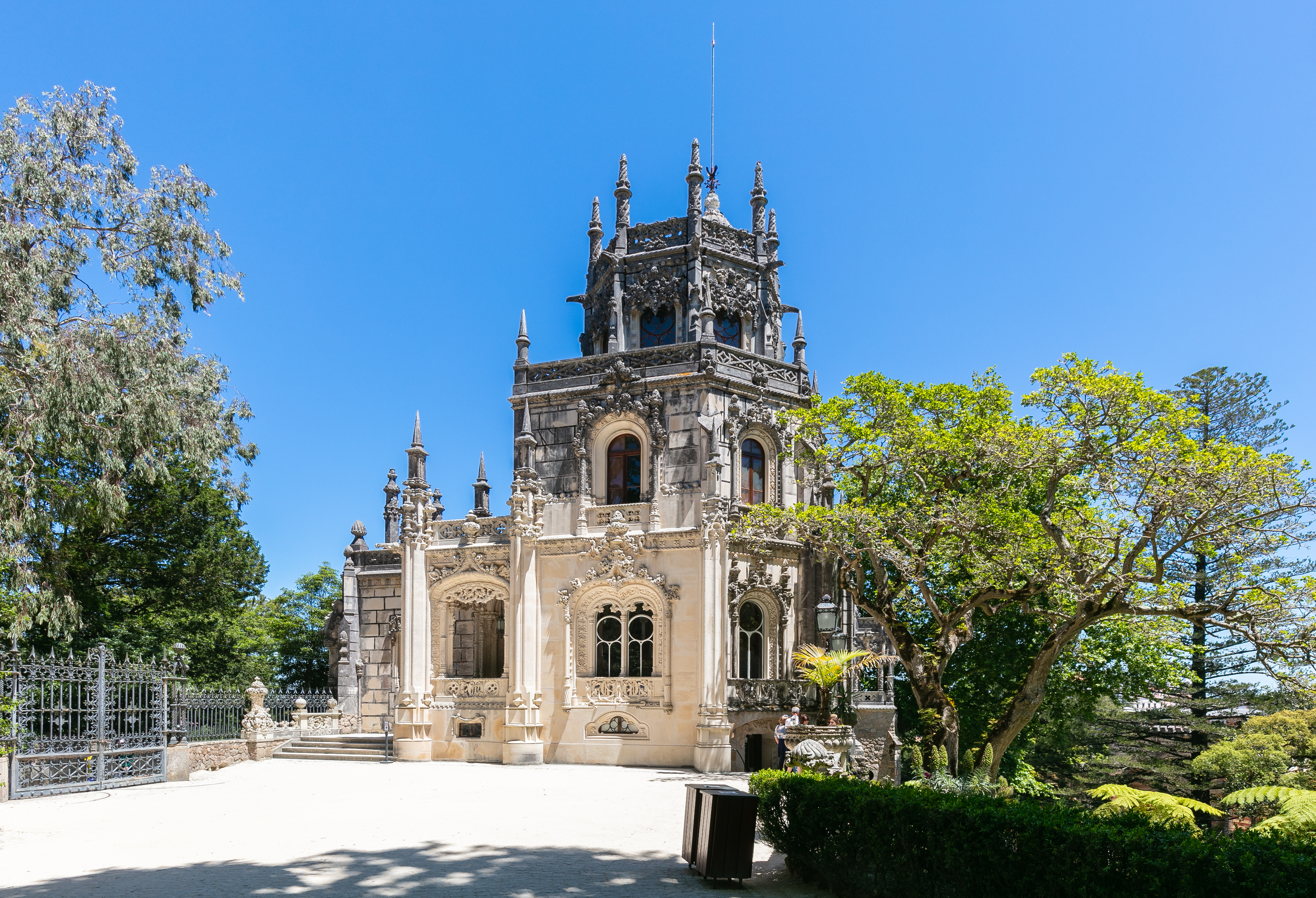
Entrada principal del palau
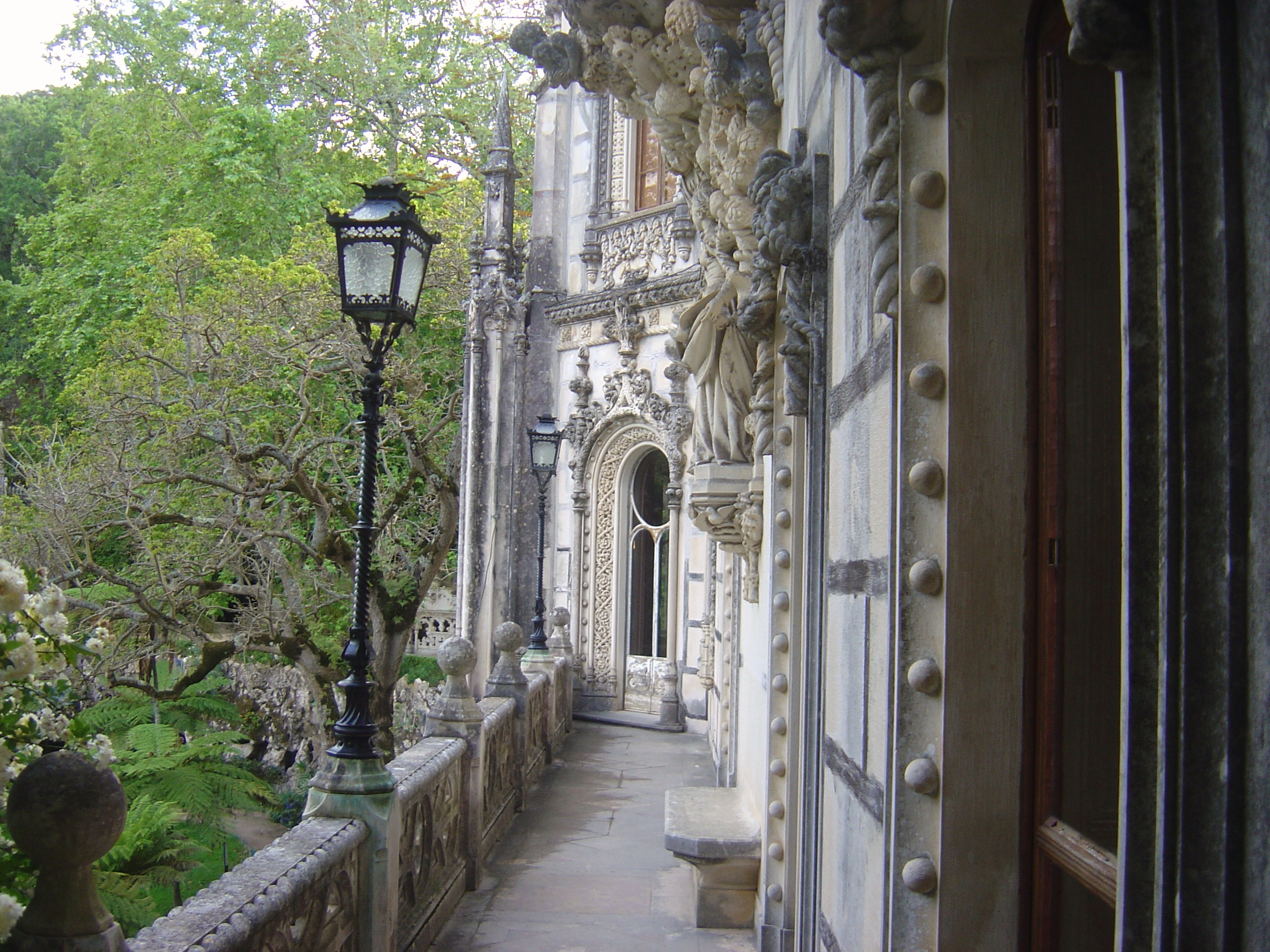
La barana
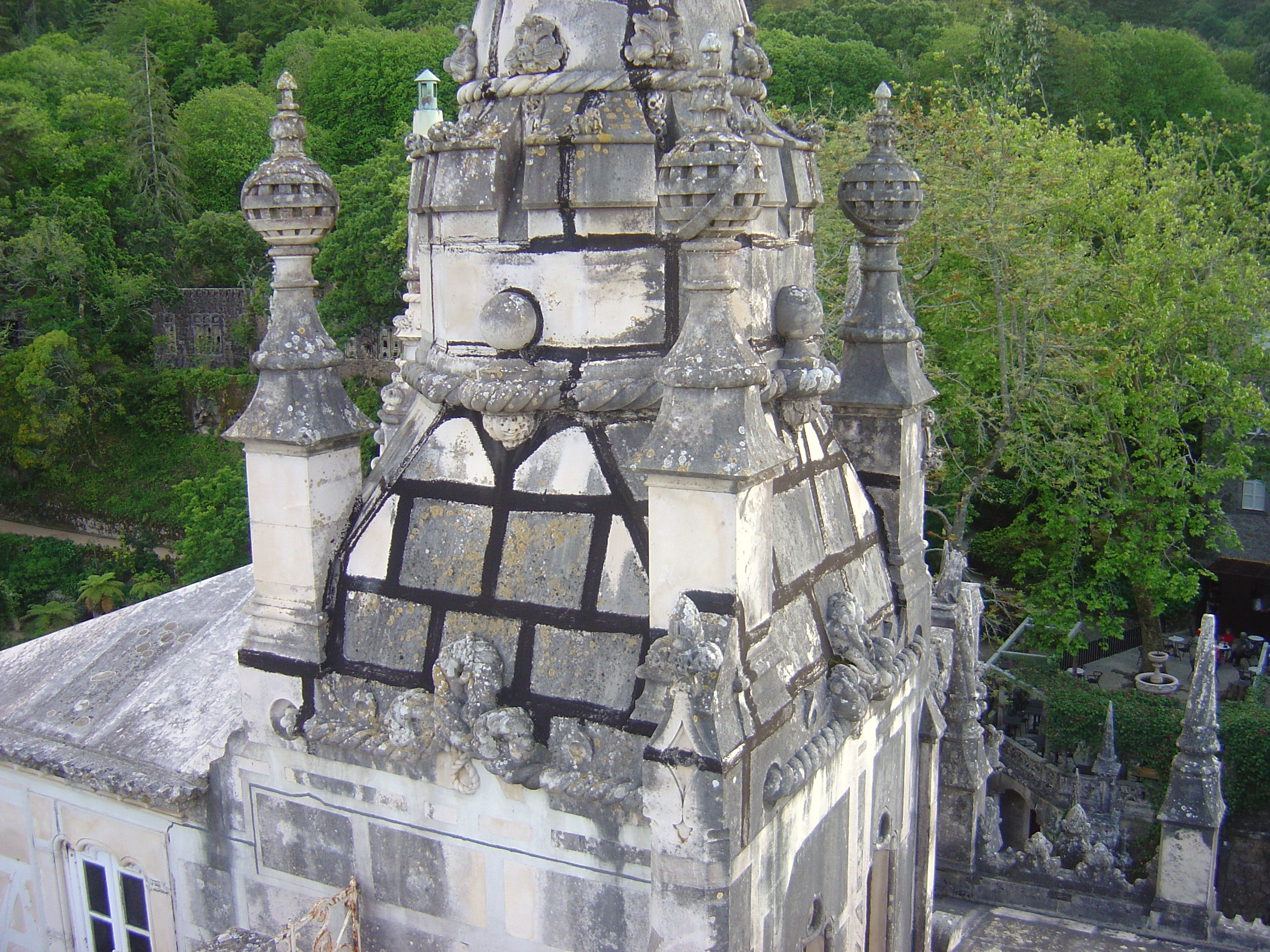
Torre amb els símbols manuelins sobre els descobriments
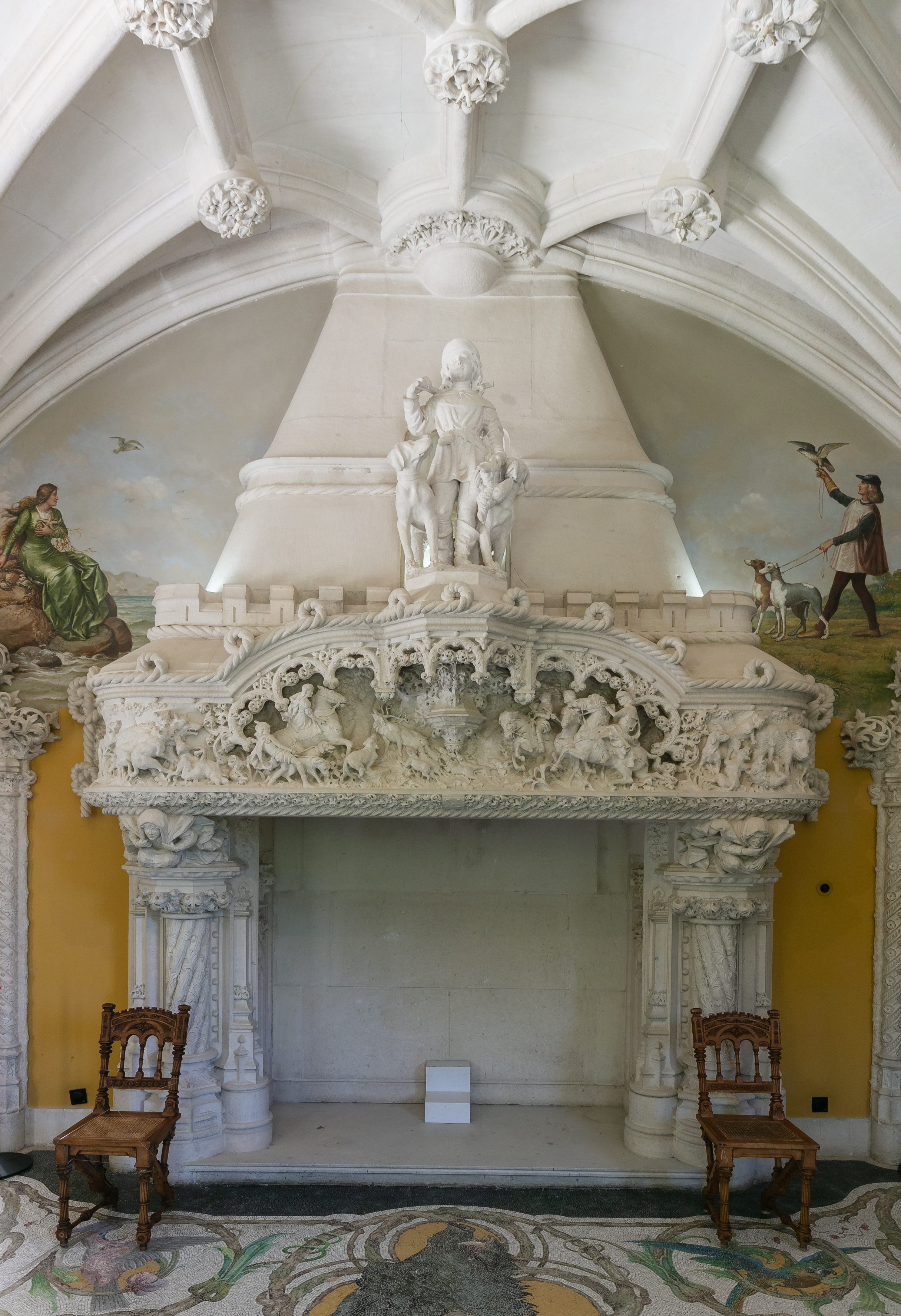
El fumeral a la sala de sopar
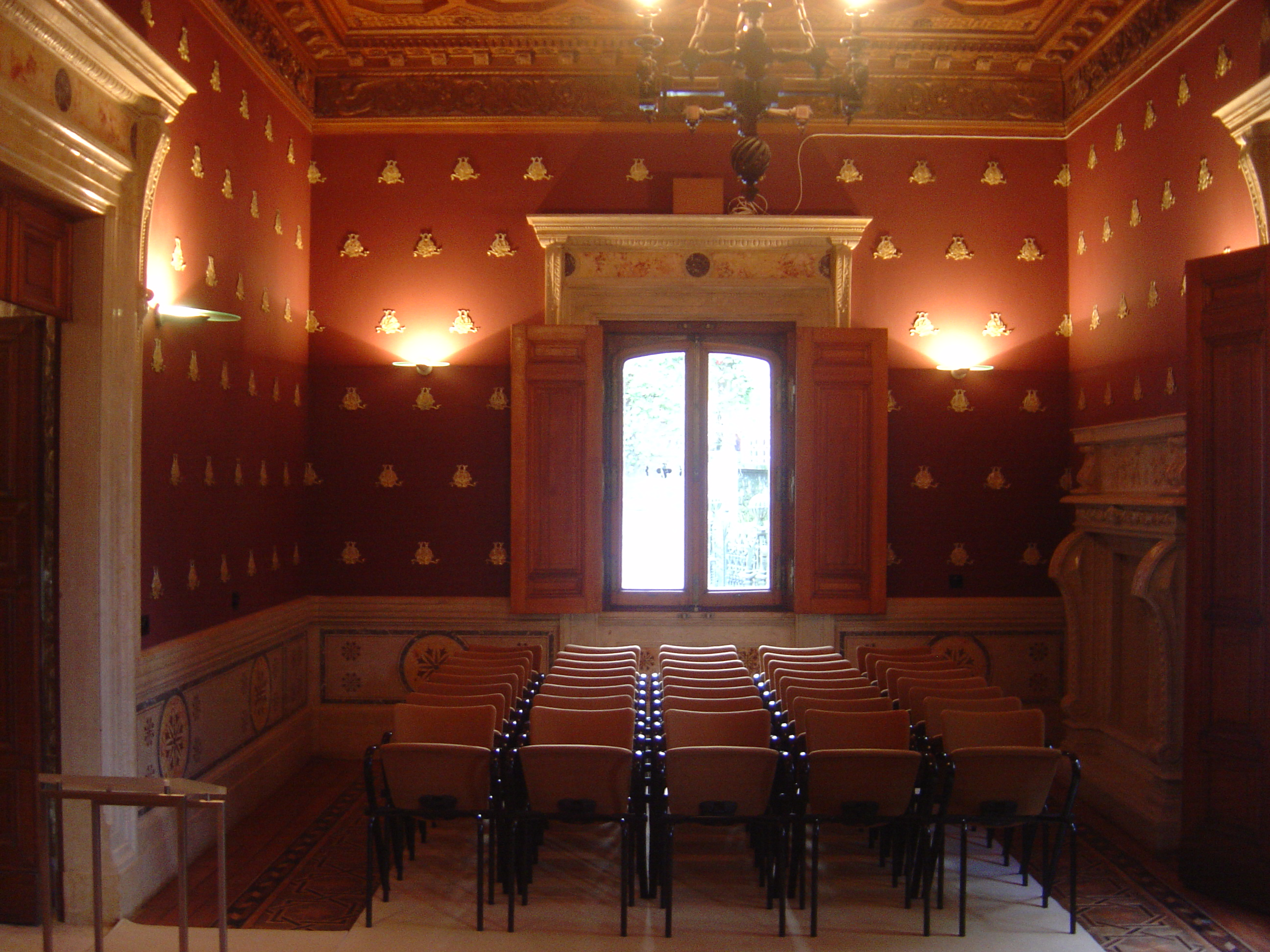
Sala principal
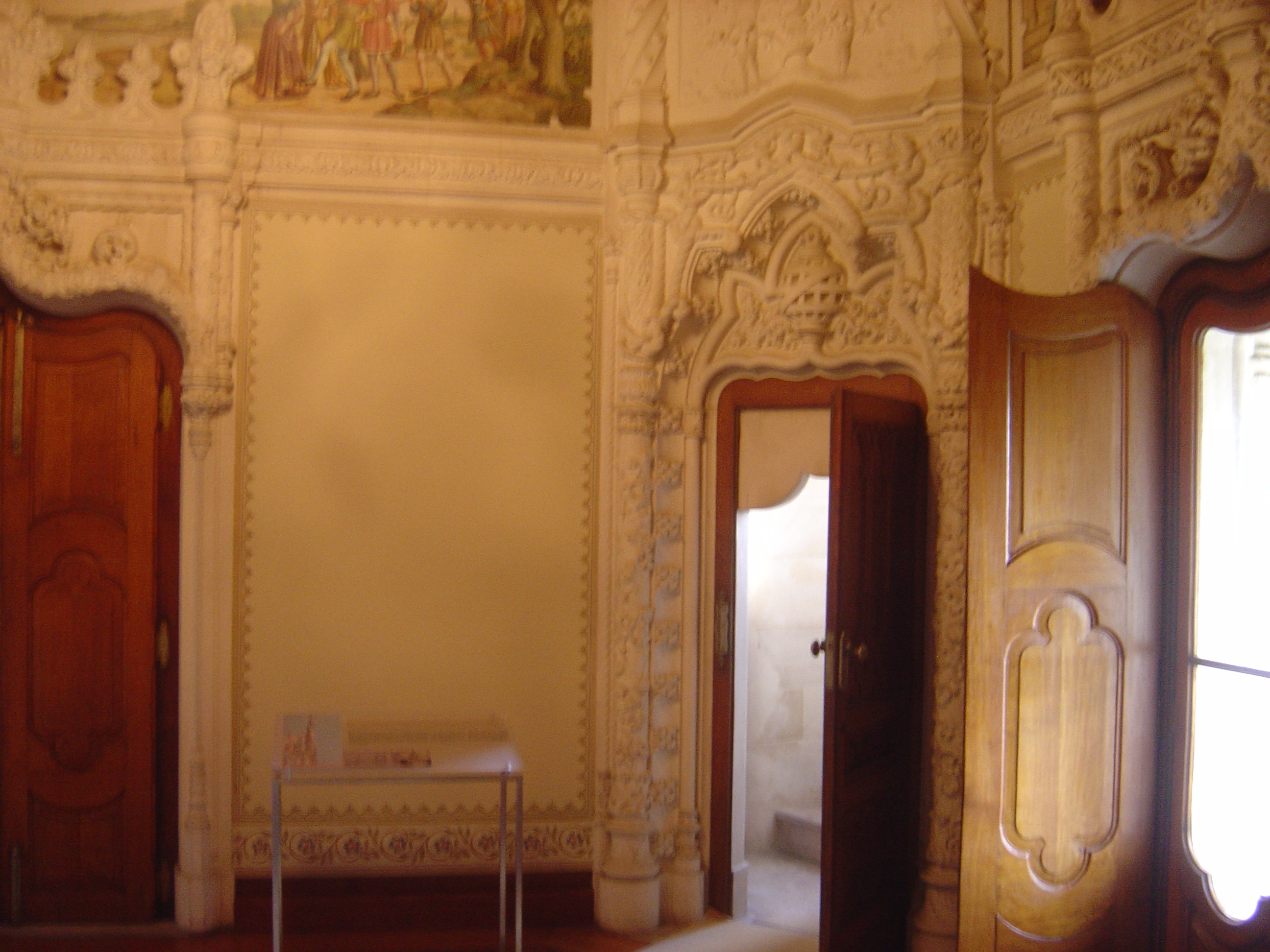
Entrada de l'escala en caragol
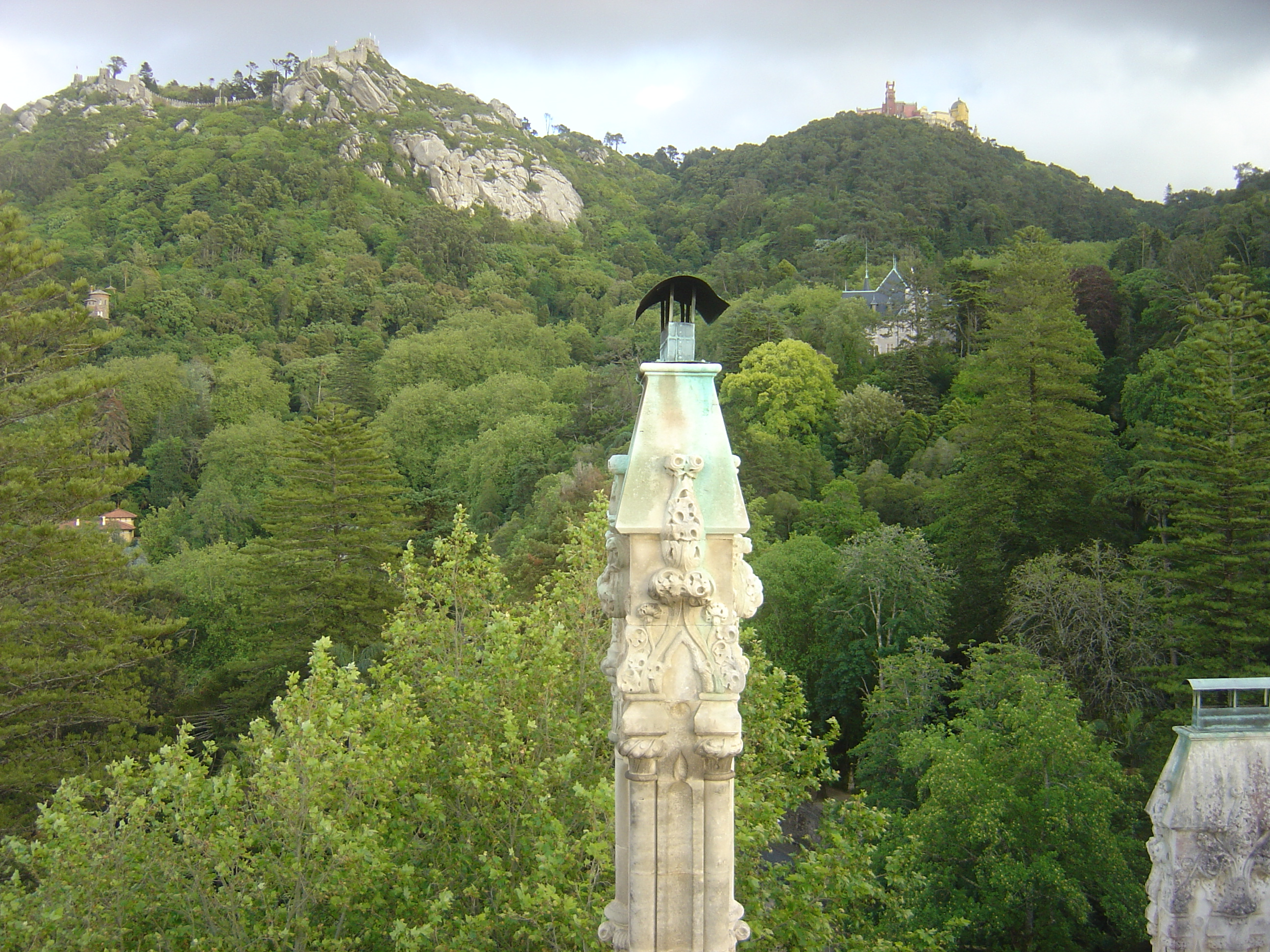
Un dels fumerals. El Castell dels Mouros i el Palau da Pena visibles a l'horitzó
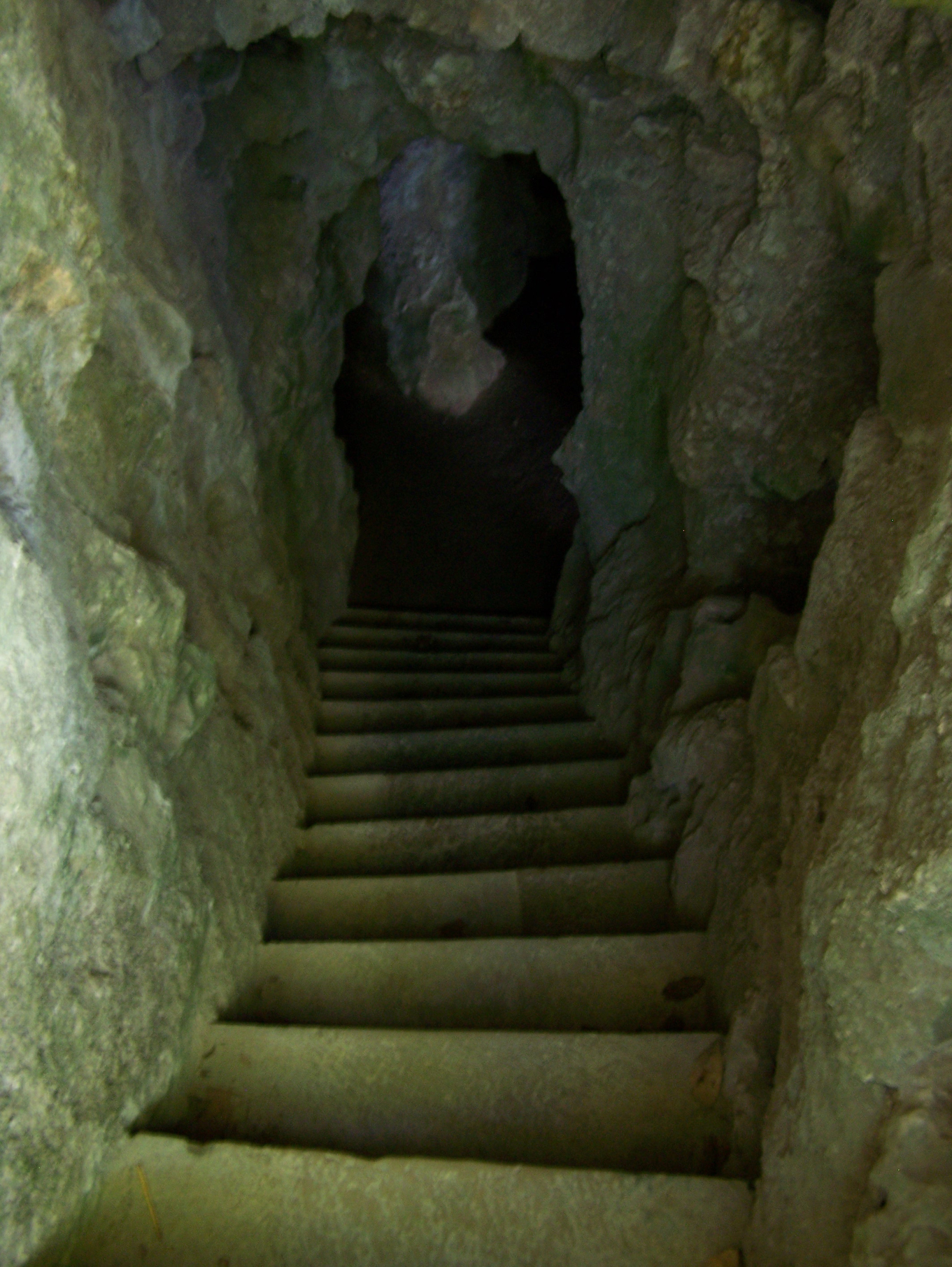
Entrada al laberint
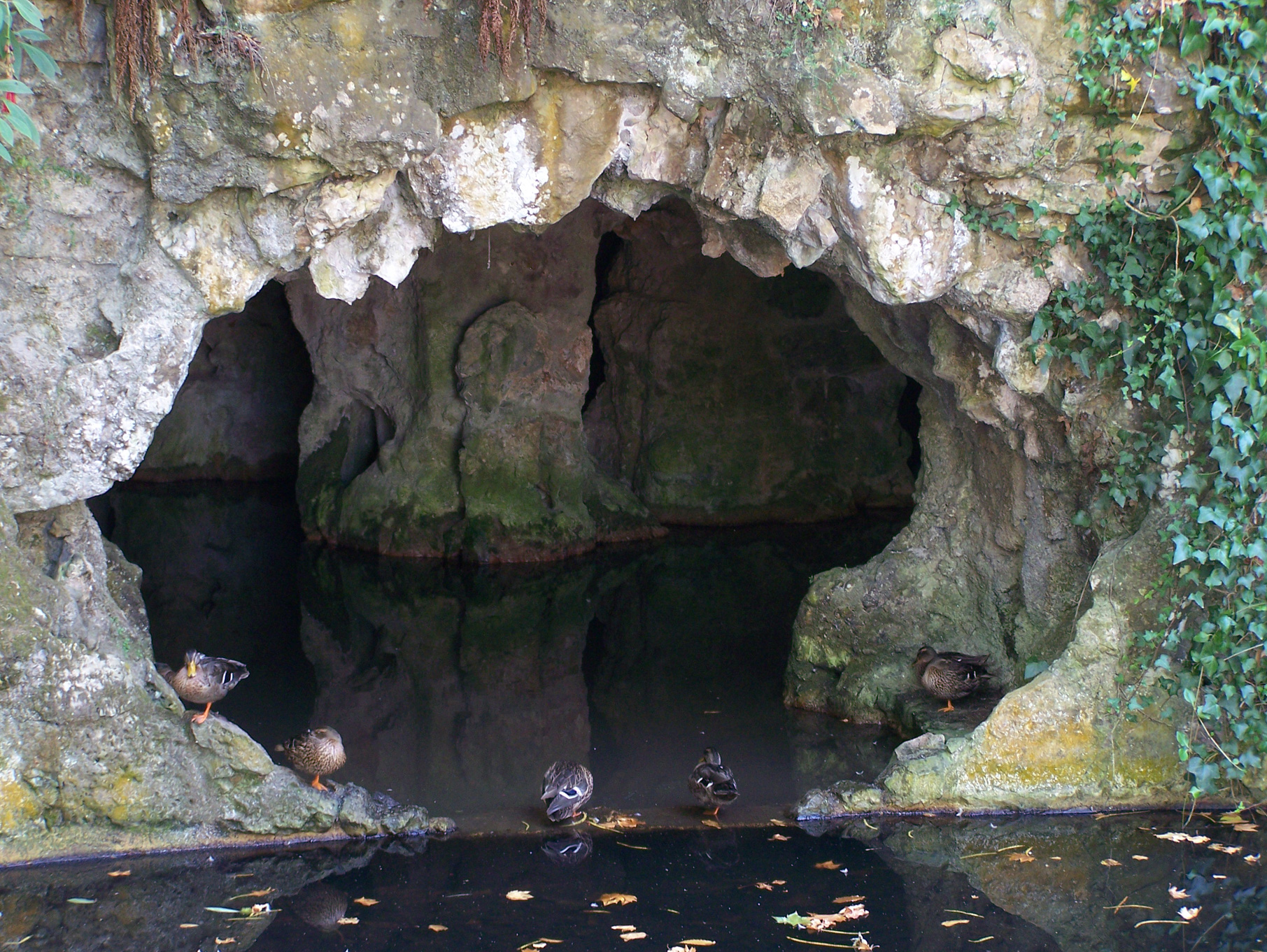
El laberint des del llac
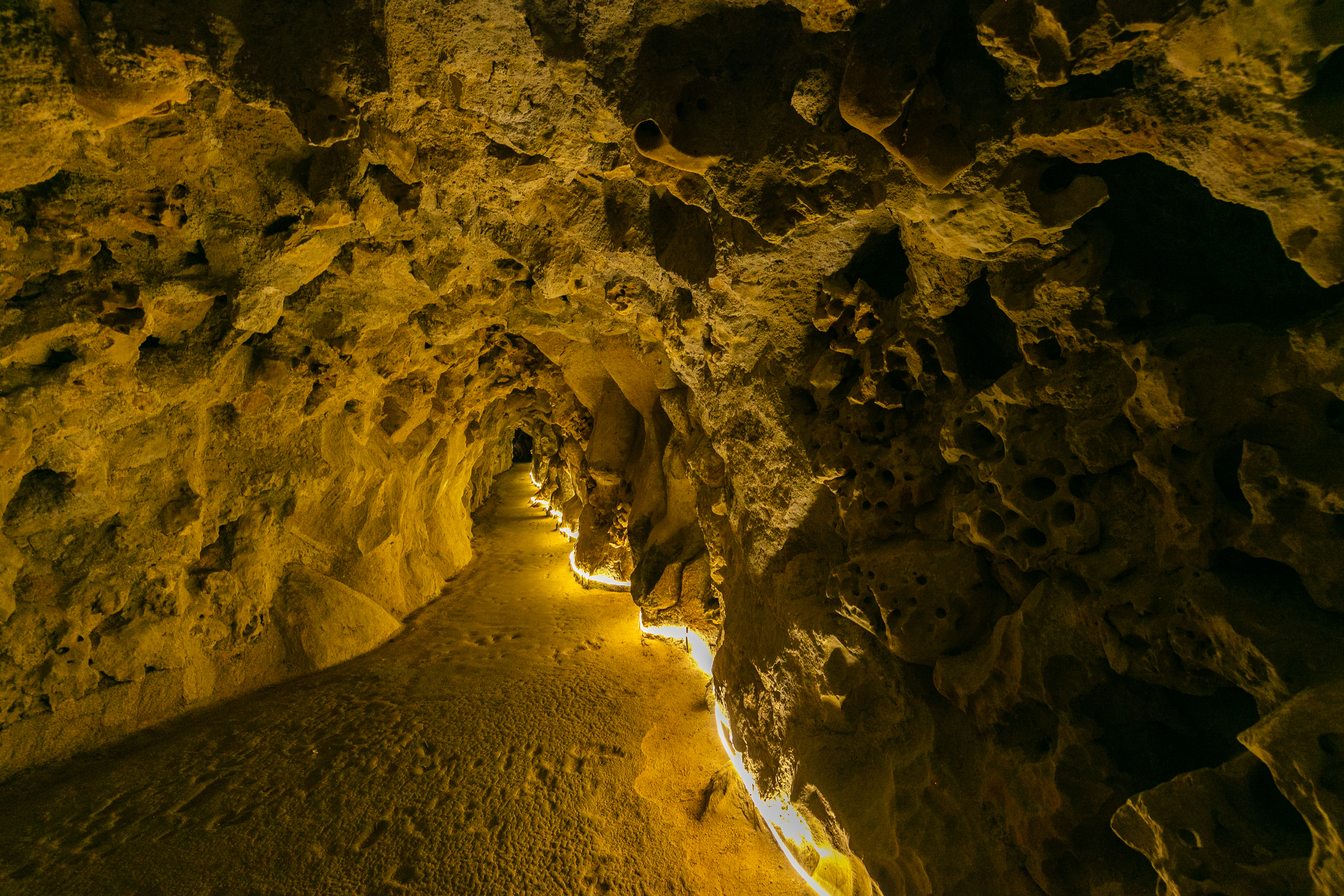
El túnel
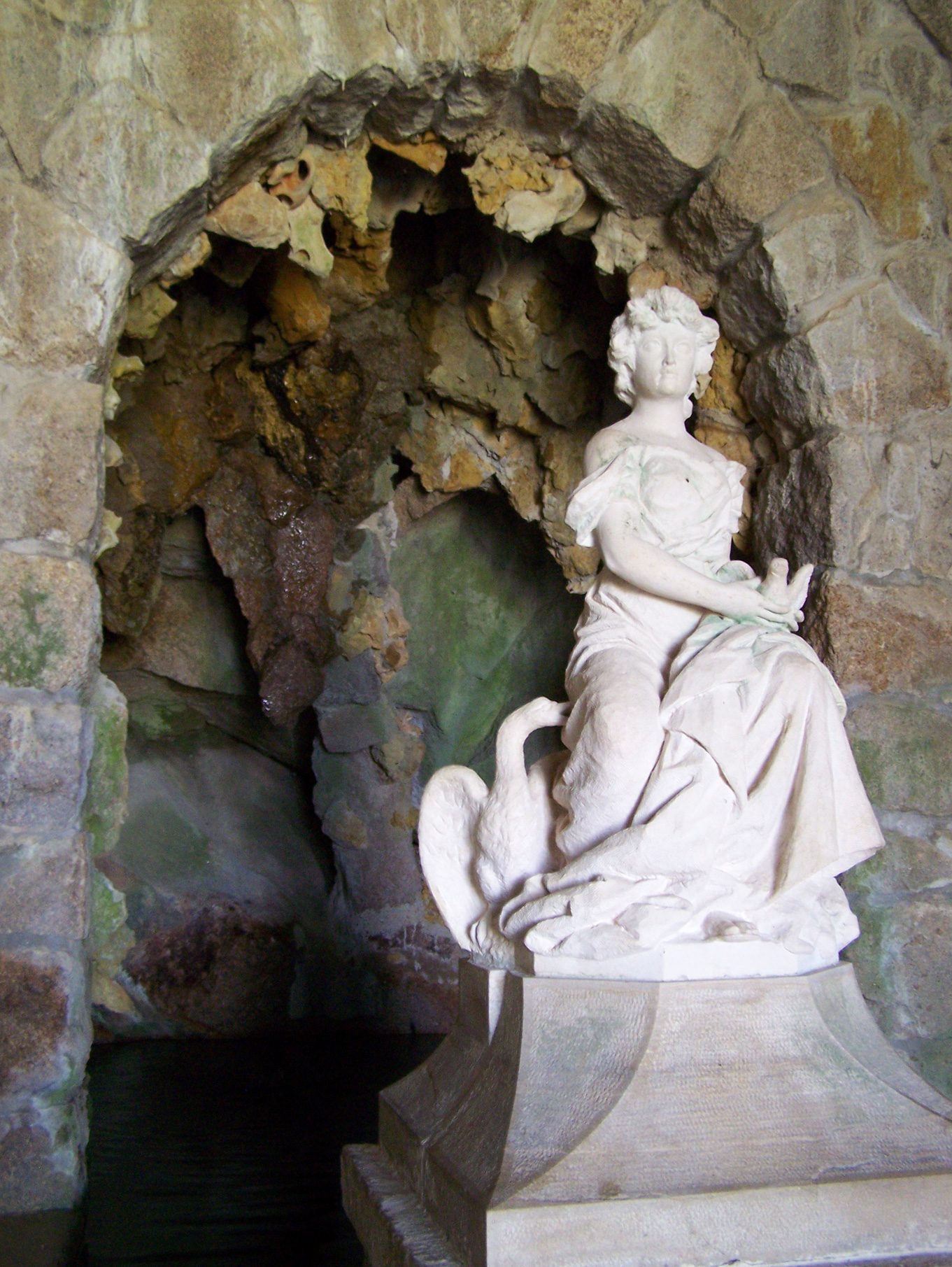
La cova de Leda
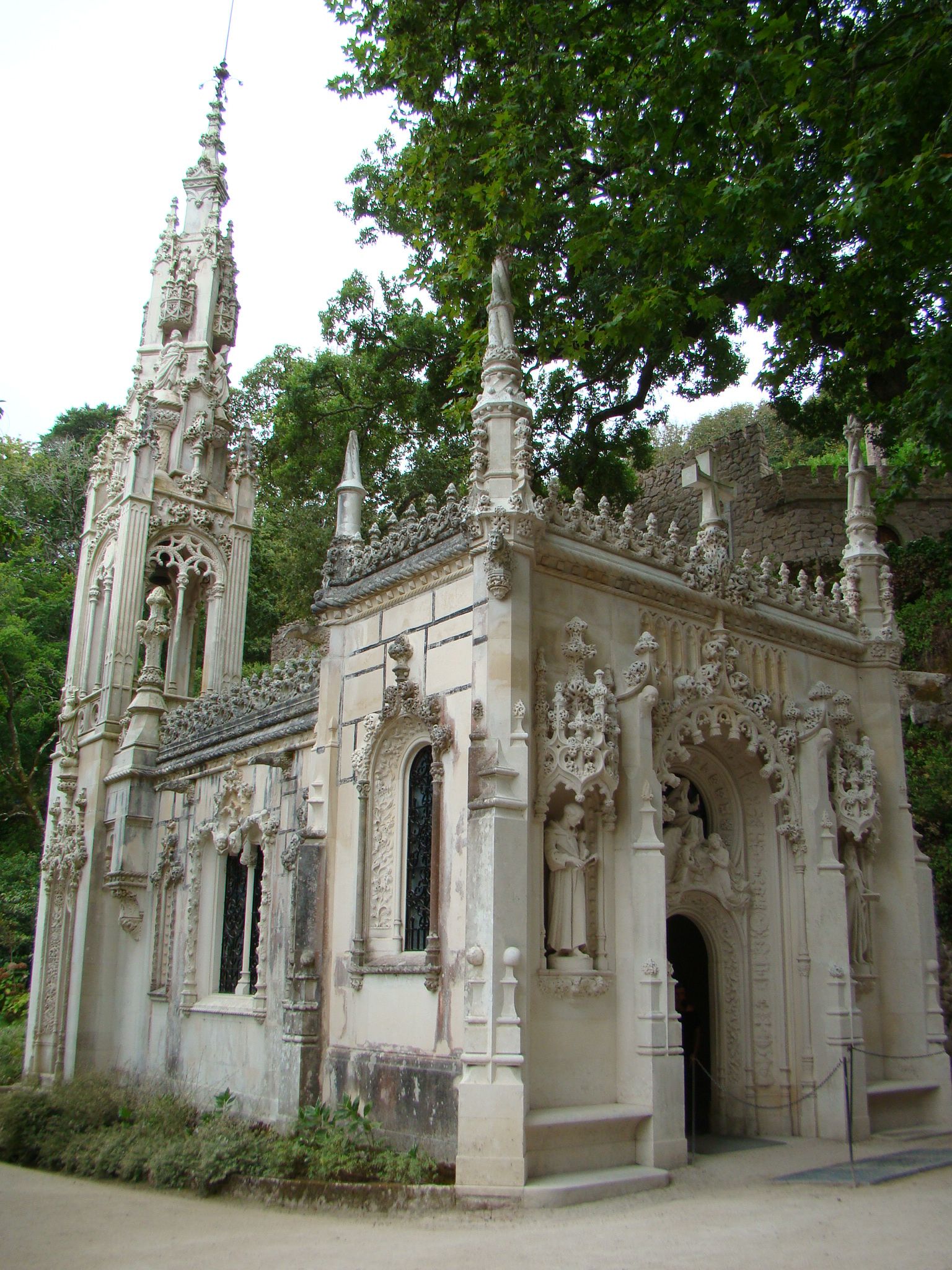
Vista lateral de la capella
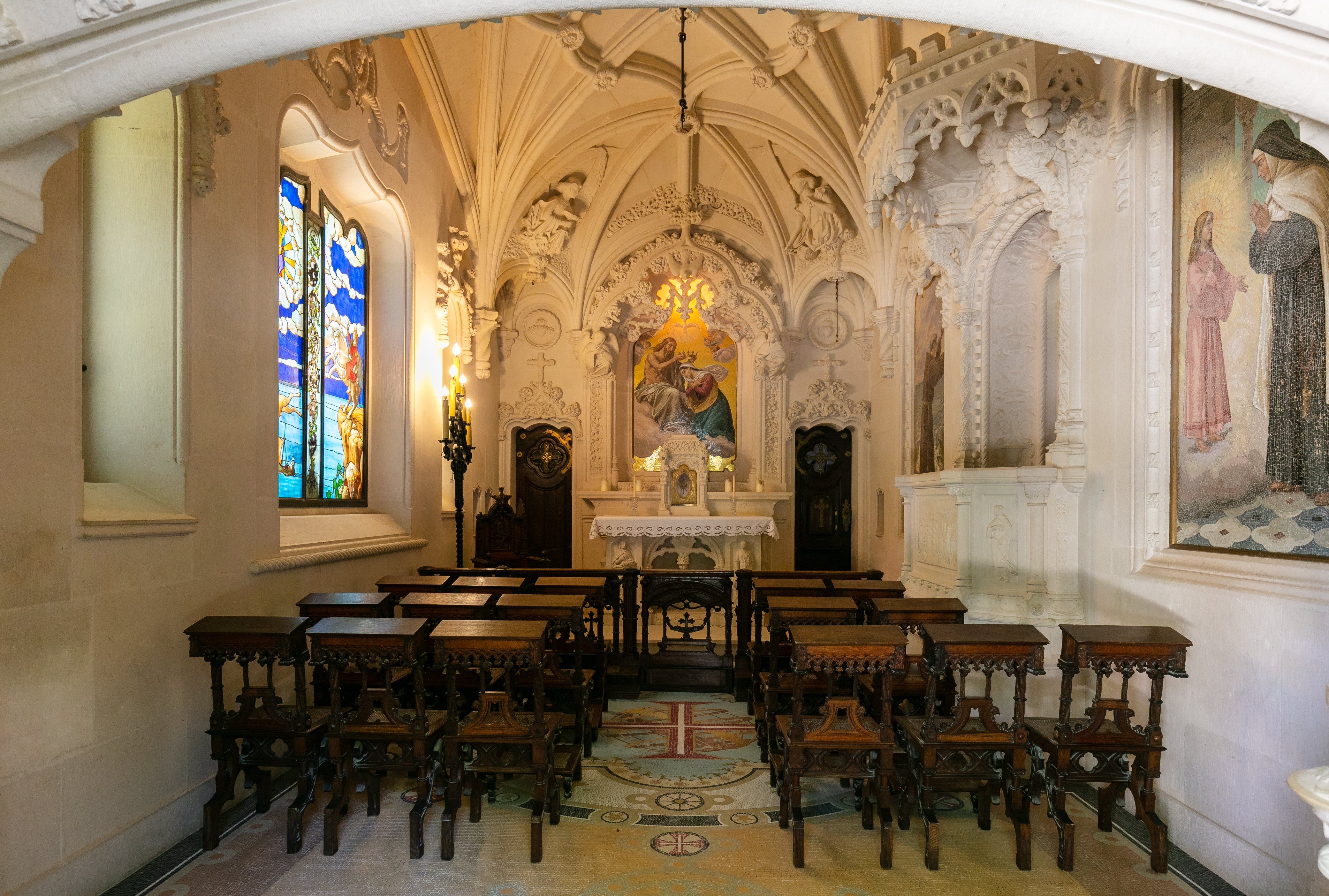
Interior de la capella
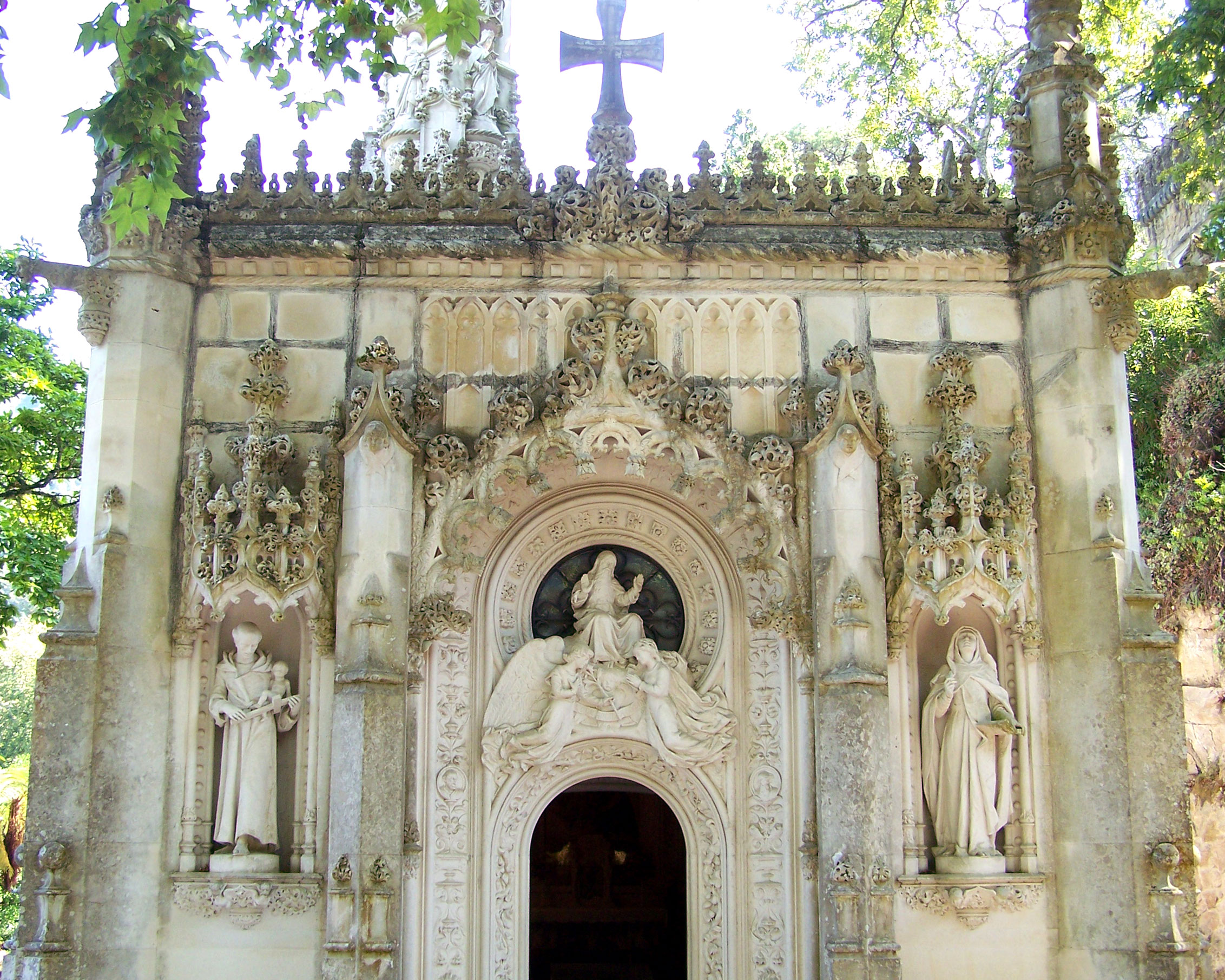
Entrada principal de la capella
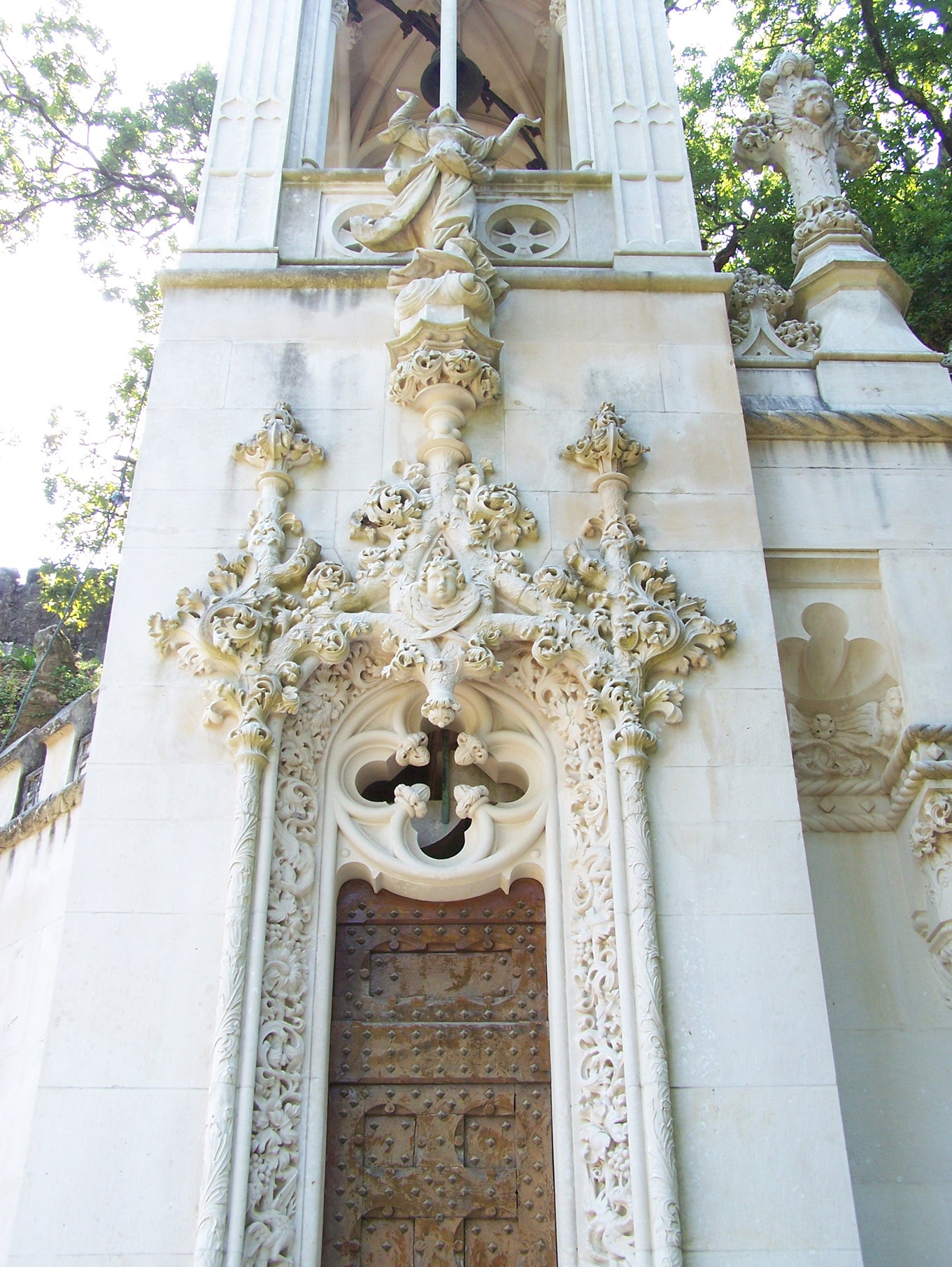
Entrada lateral de la capella
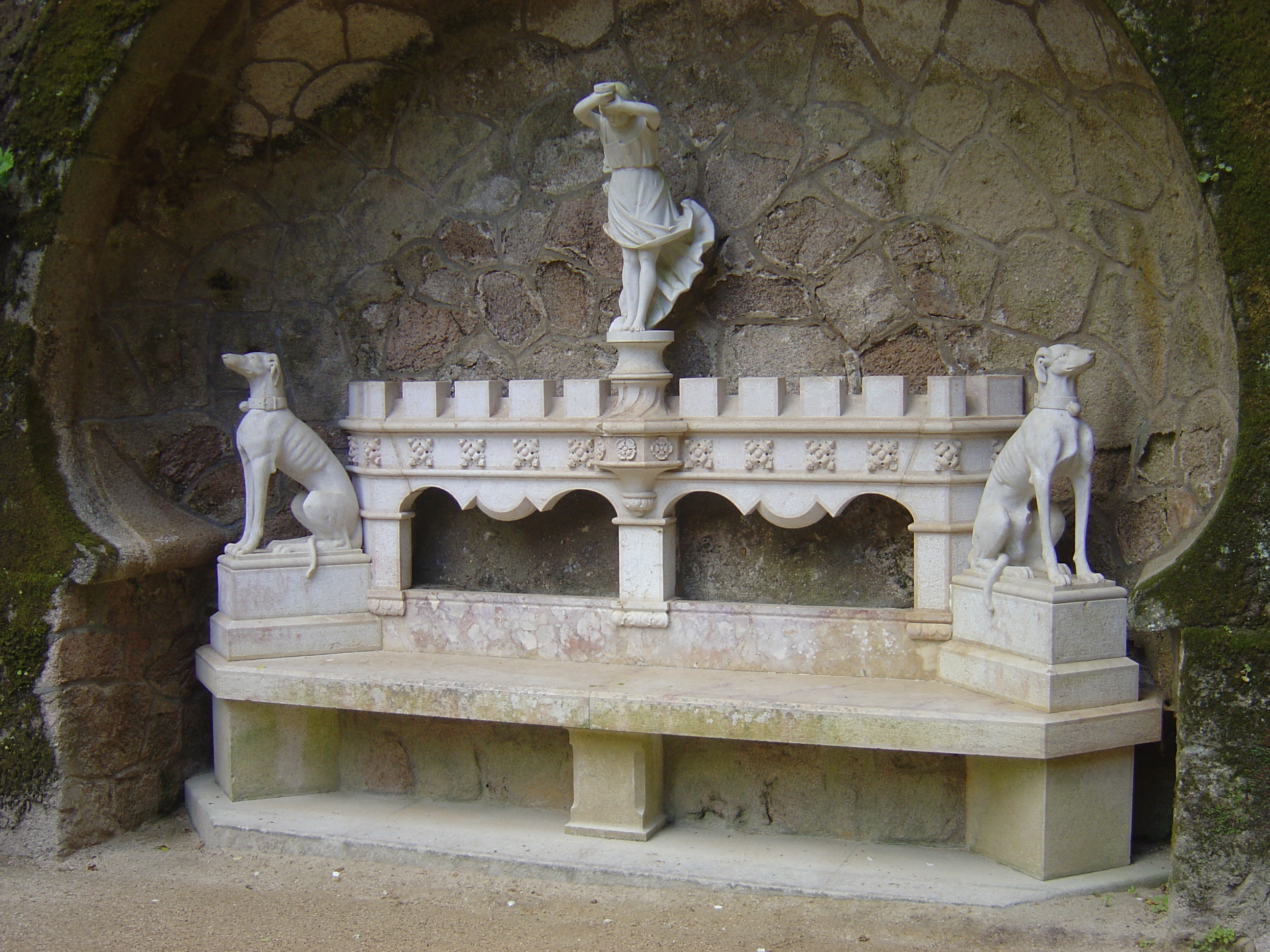
Banc entre el llac i la font d'Ibis
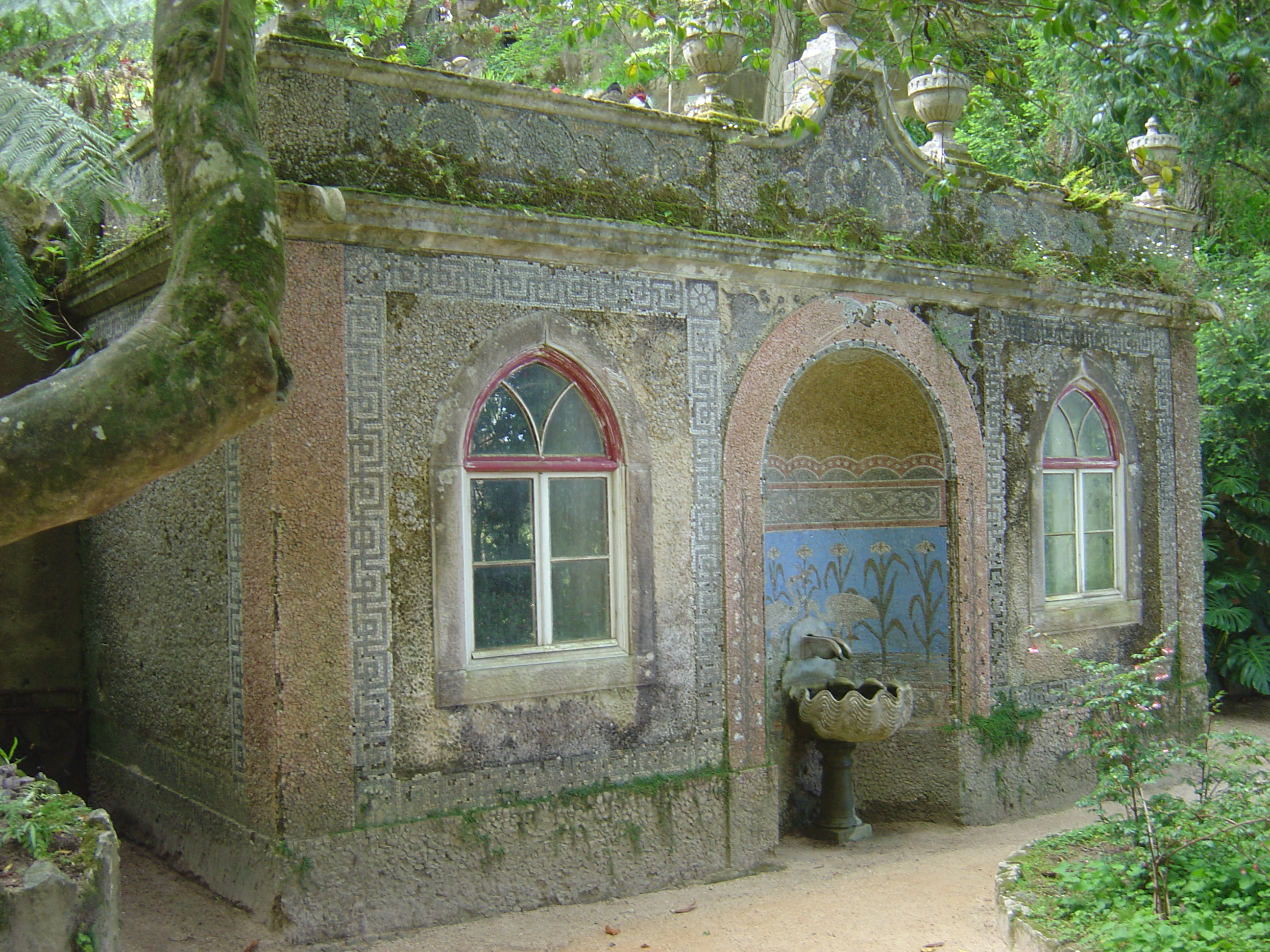
Font d'Ibis
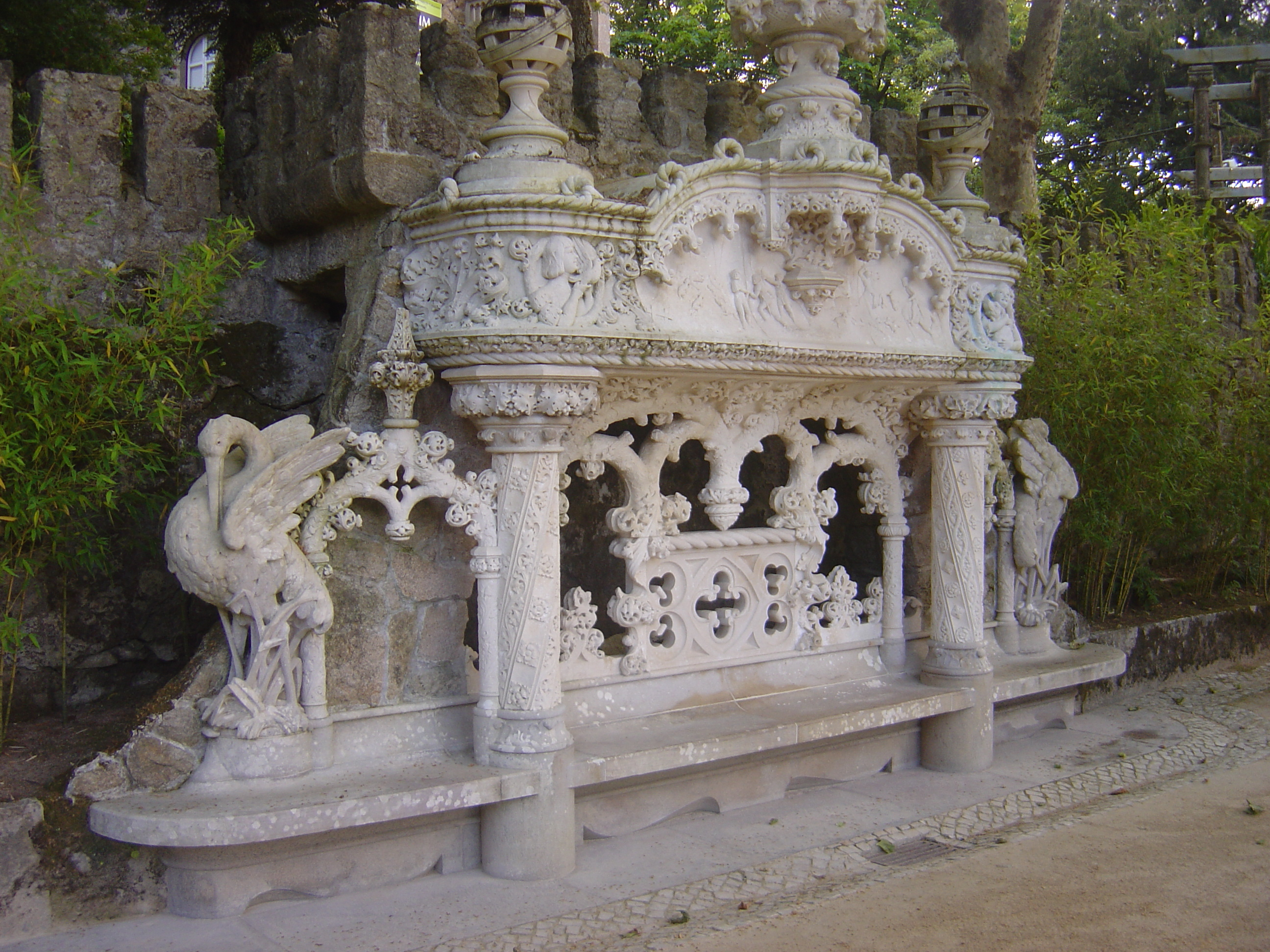
Banc entre la capella i el palau
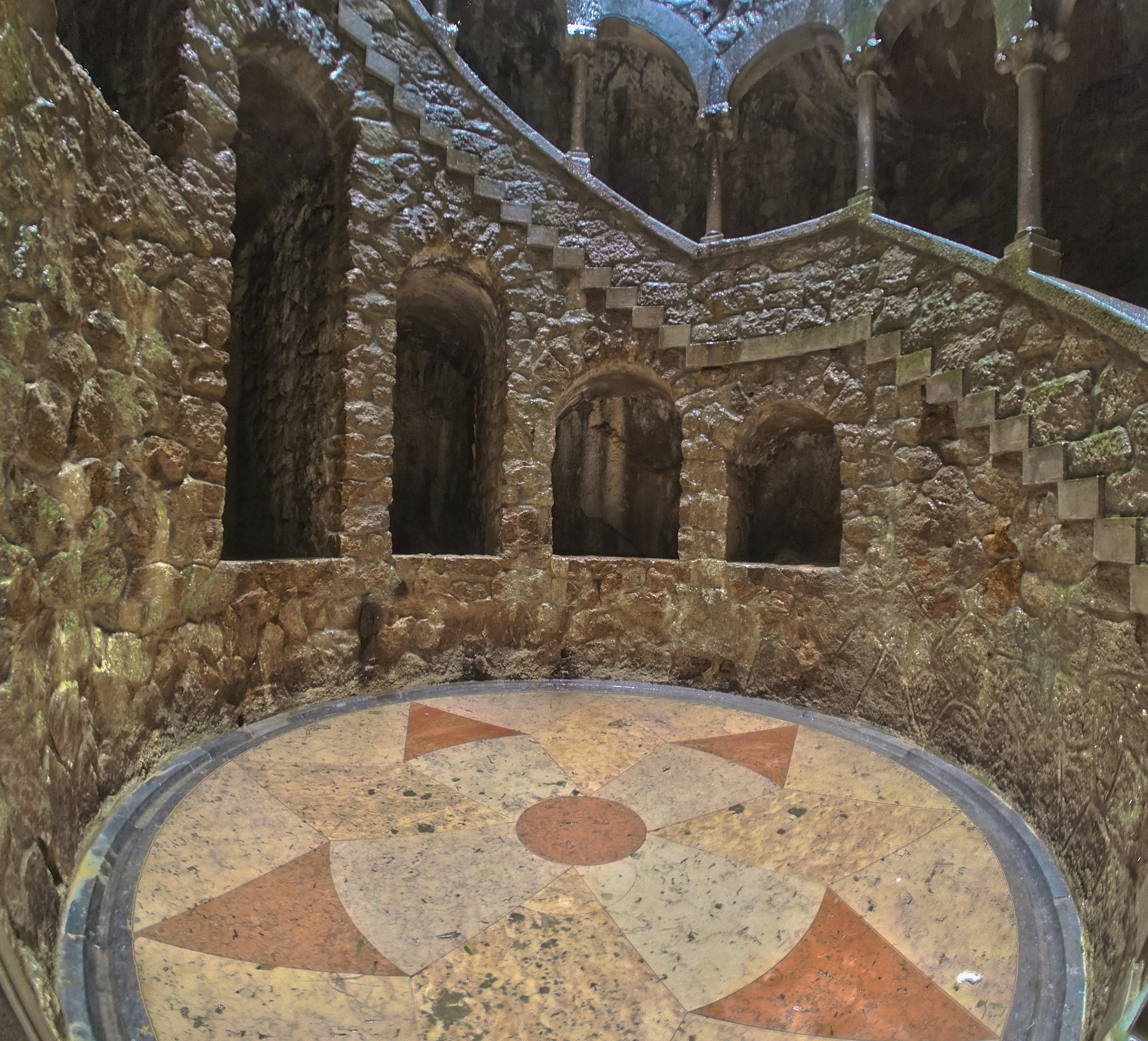
El Pou de la Iniciació, on es feien rituals maçònics
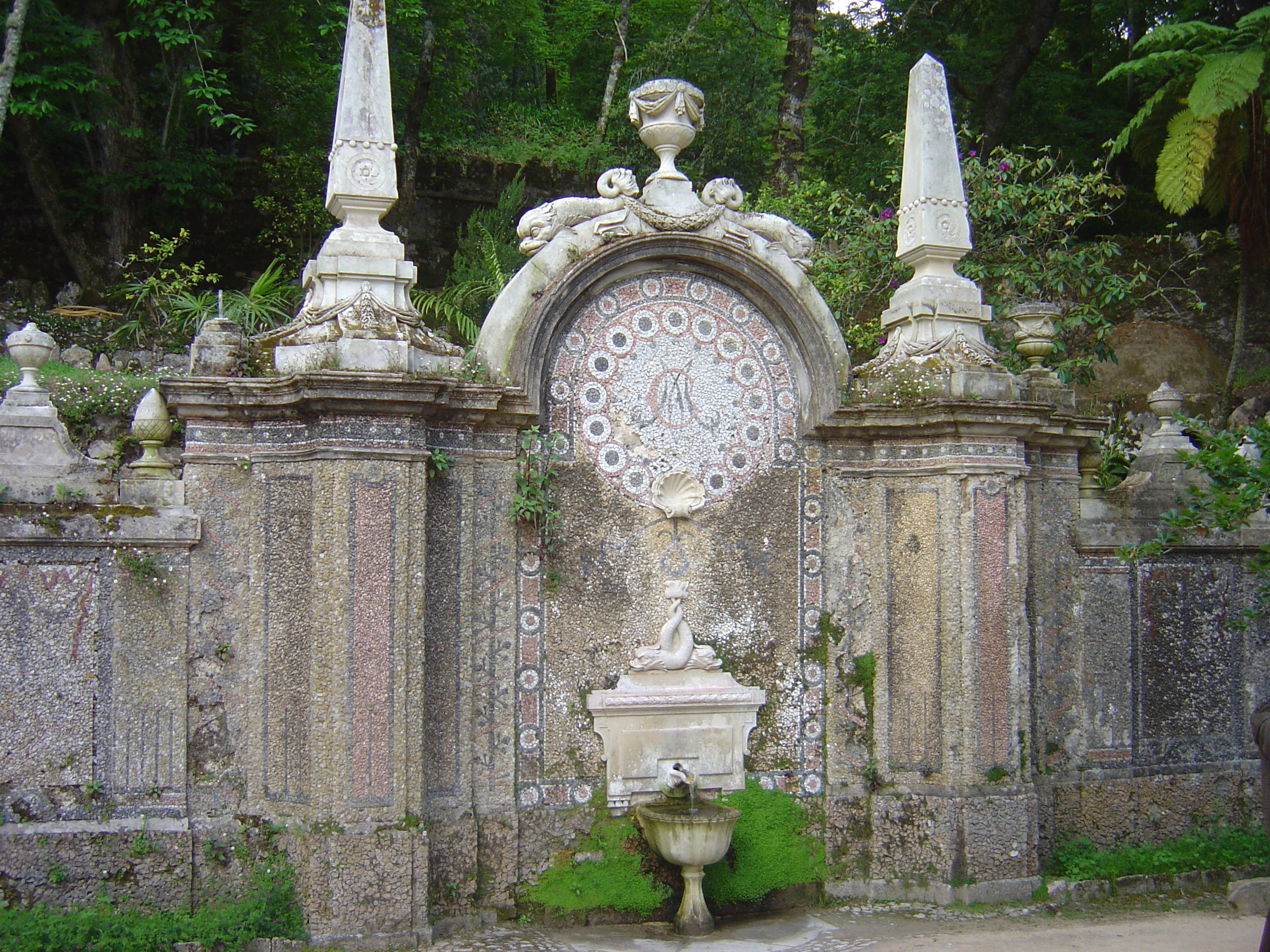
La Font de l'Abundància
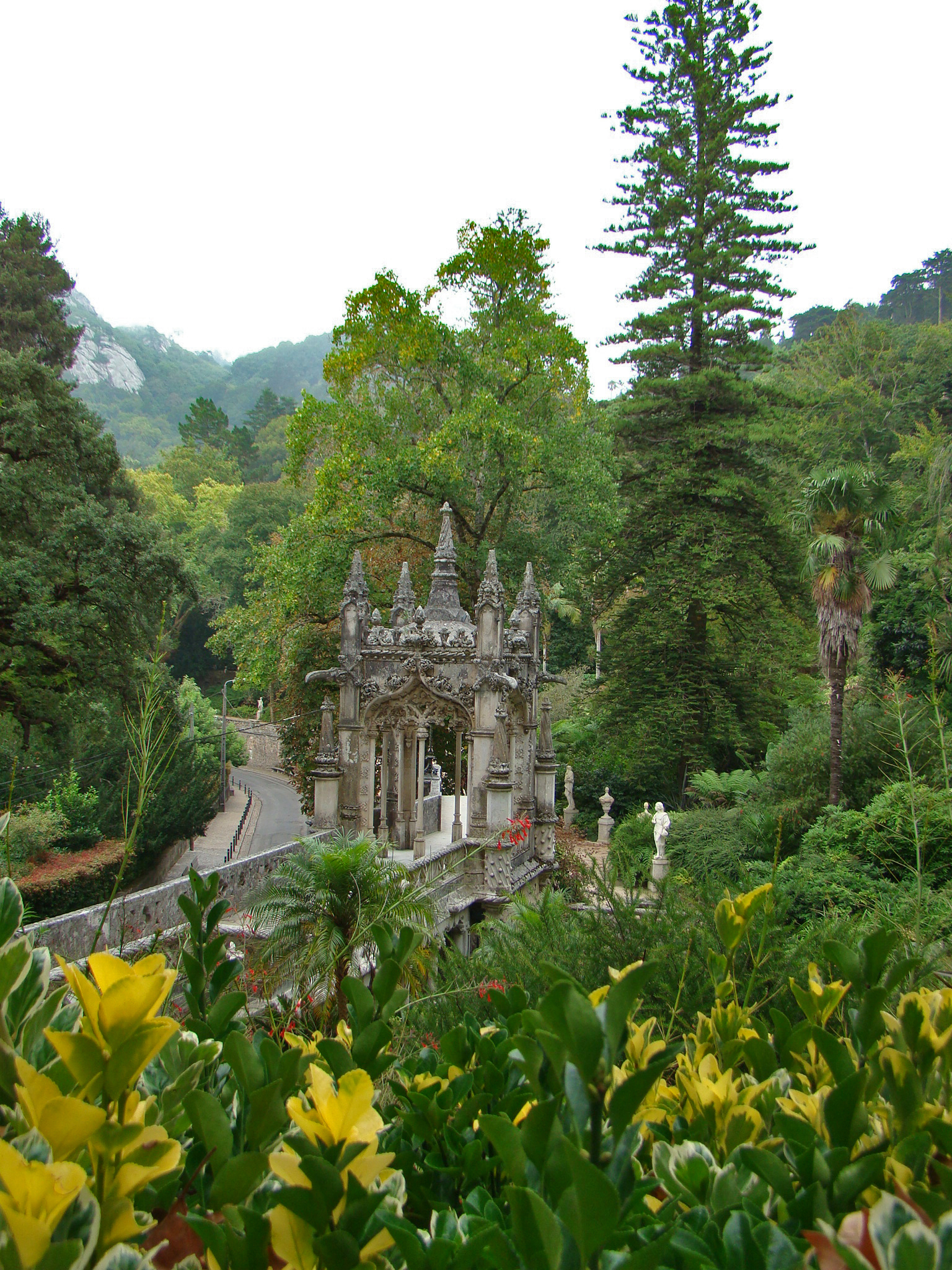
La vegetació envoltant el palau
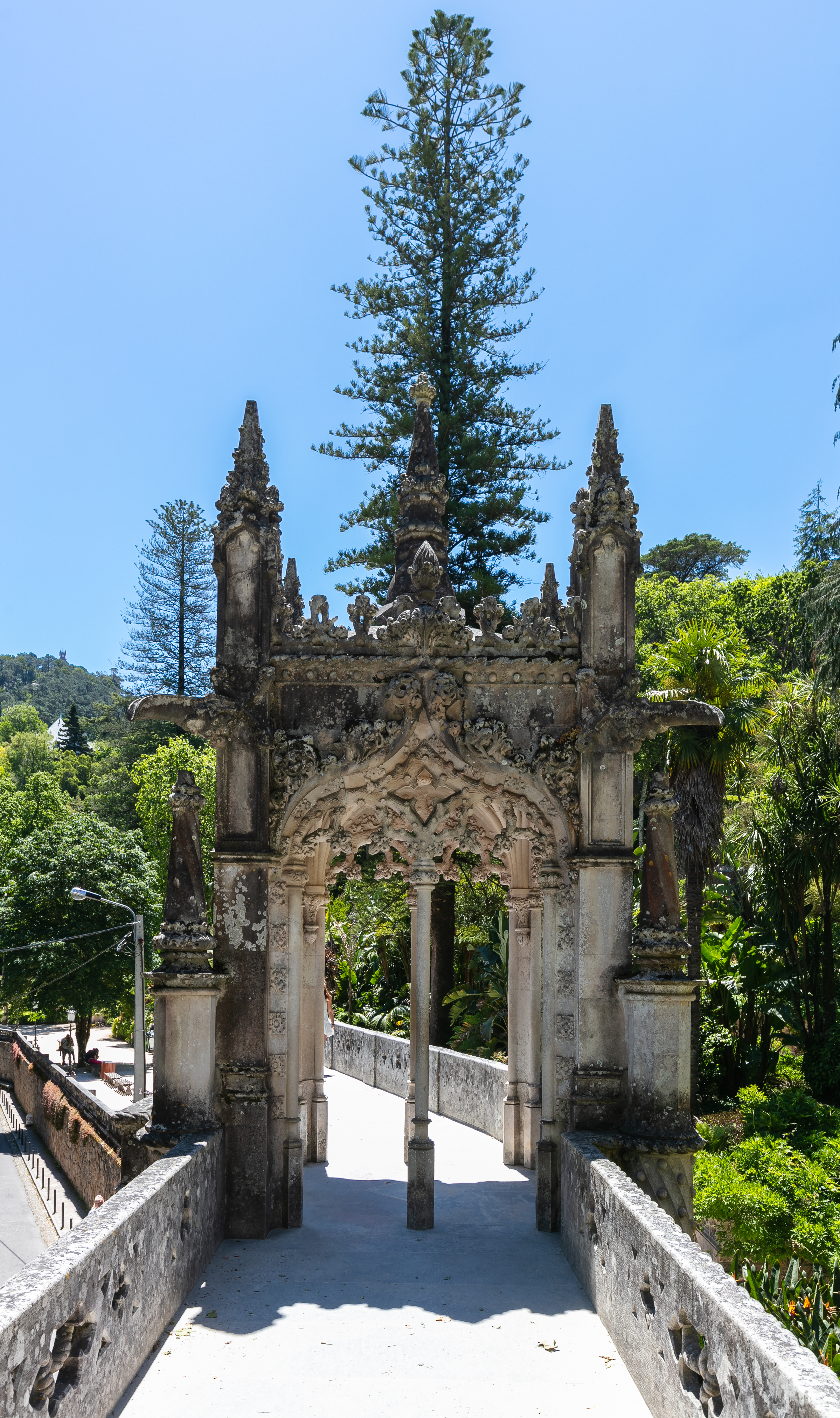
Mirador al pont ornamentat
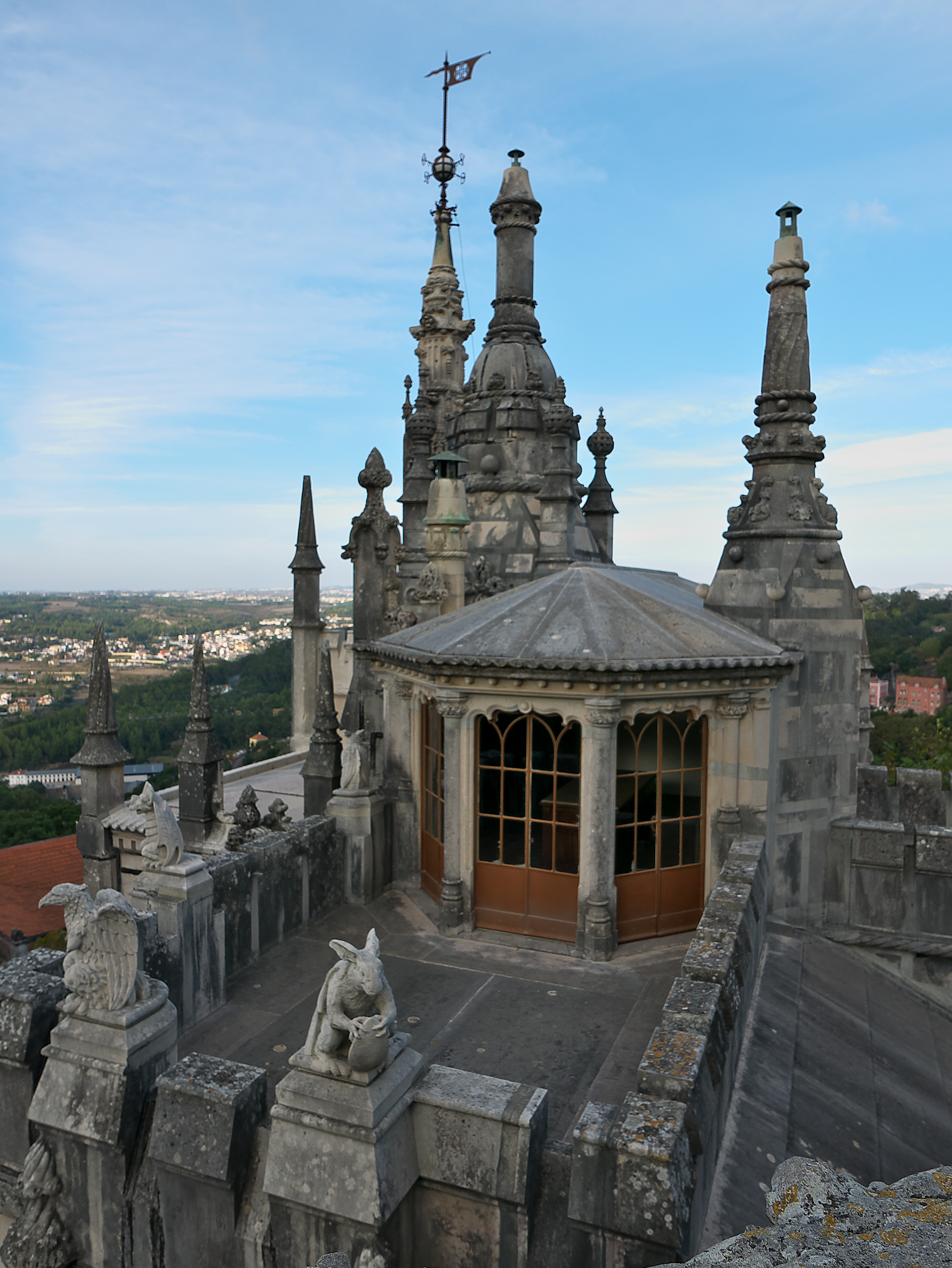
Vista del terrat del palau
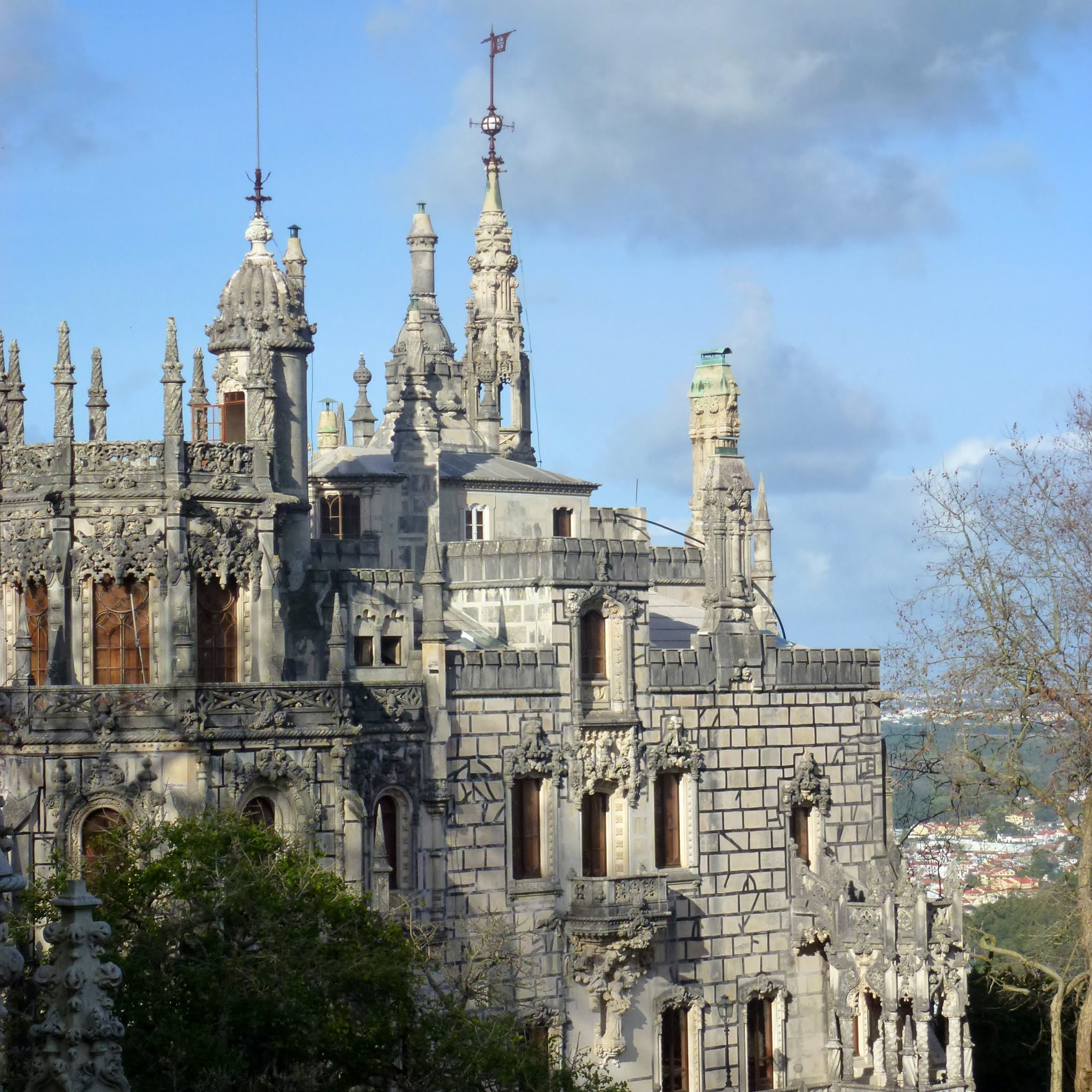
Vista lateral
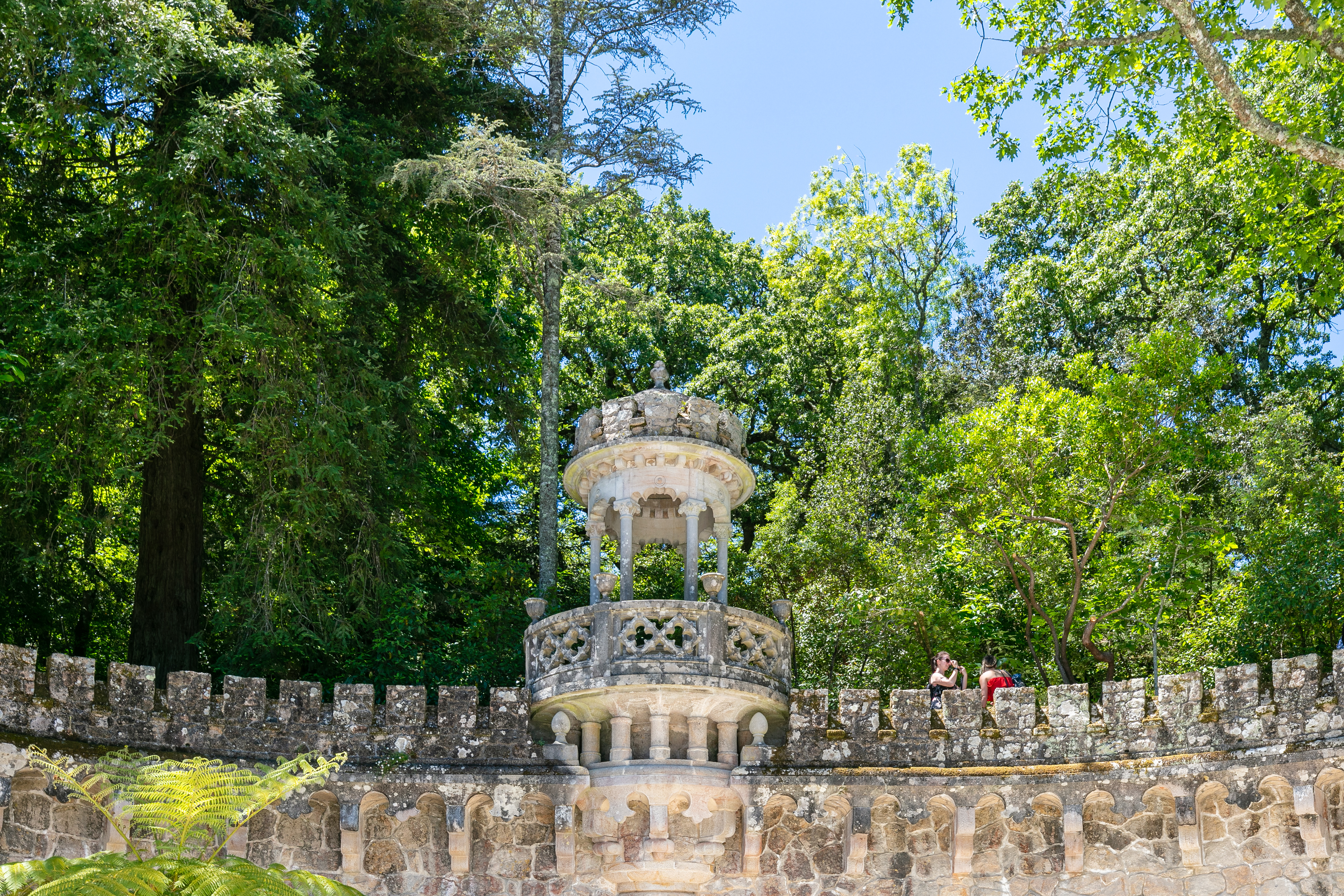
Portal dels Guardians
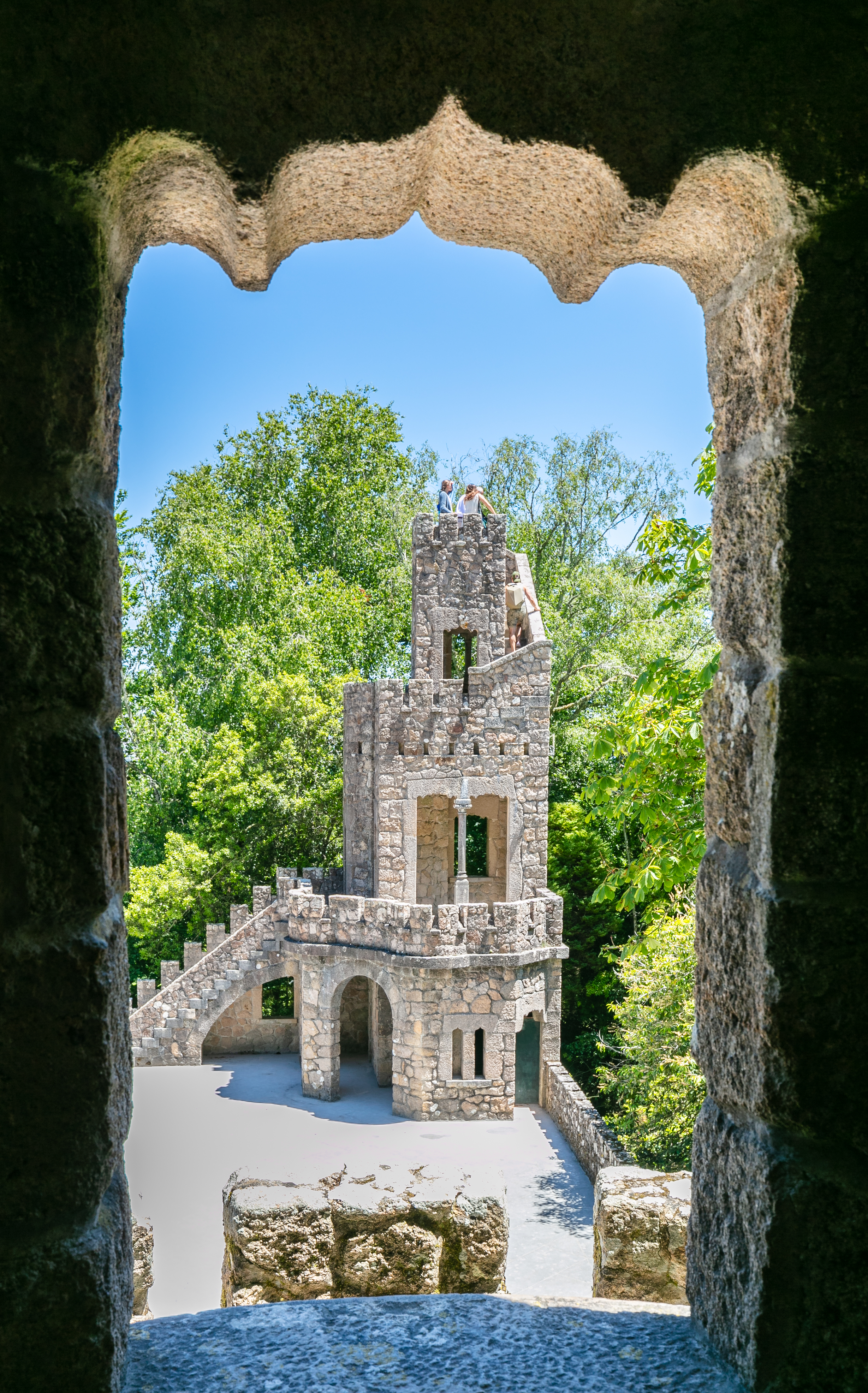
Torre del Ziggurat